# Duomo di Pisa
Il Duomo di Pisa, ufficialmente Cattedrale primaziale di Santa Maria Assunta, al centro della Piazza del Duomo, conosciuta anche come Piazza dei Miracoli, è la cattedrale dell'Arcidiocesi di Pisa nonché chiesa Primaziale.
Capolavoro del romanico, in particolare del romanico pisano, rappresenta la testimonianza tangibile del prestigio e della ricchezza raggiunti dalla repubblica marinara di Pisa nel momento del suo apogeo.

## Storia

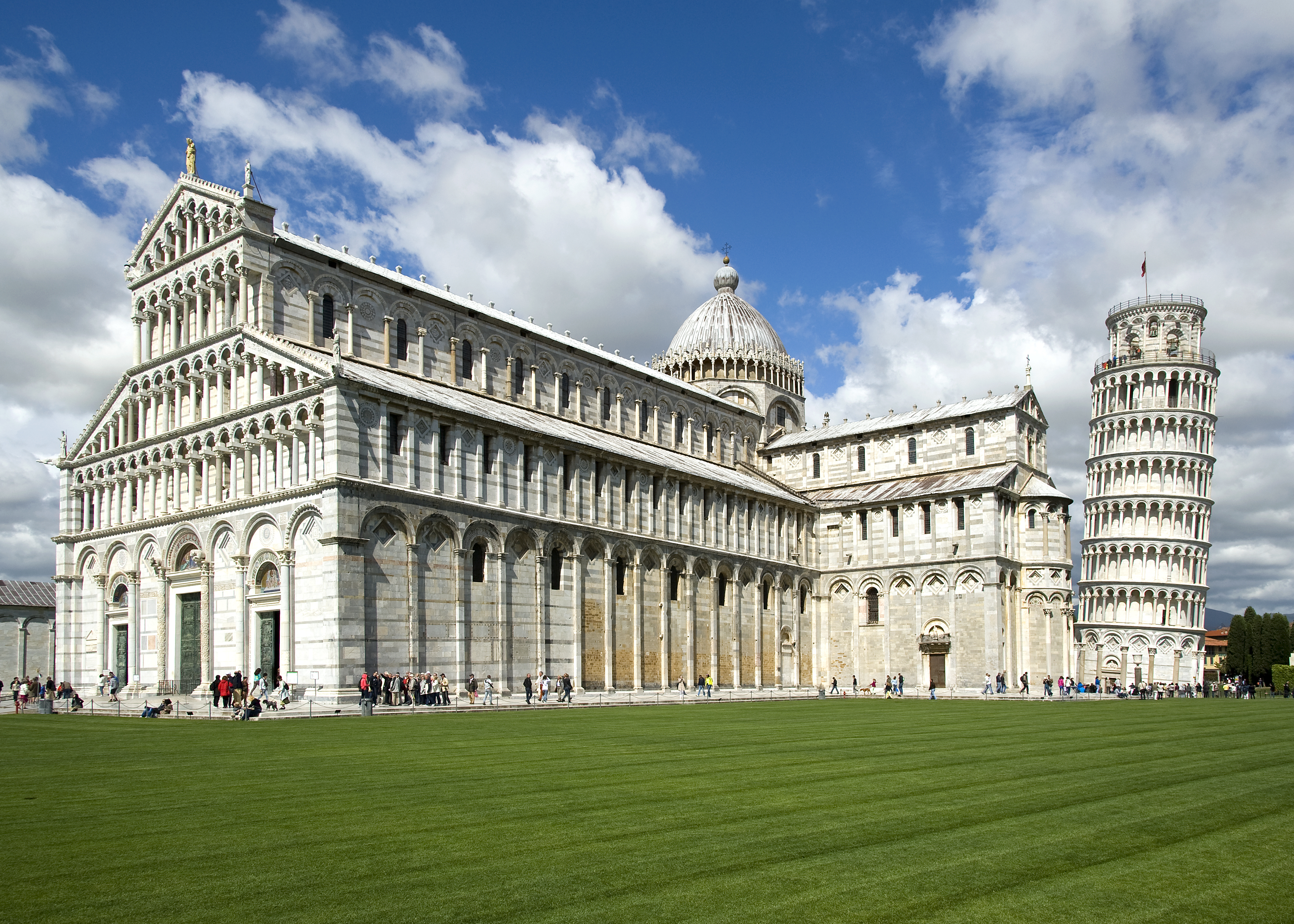
Il corpo basilicale, con la celebre Torre di Pisa, che ne rappresenta il campanile

La sua costruzione iniziò nel 1064 dall'architetto Buscheto, con la decima parte del bottino dell'impresa di Palermo in Sicilia contro i Musulmani (1064) guidata da Giovanni Orlandi appartenente alla famiglia Orlandi. Vi si fondono elementi stilistici diversi: classici, lombardo-emiliani, bizantini ed in particolare islamici, a riprova della presenza internazionale dei mercanti pisani a quei tempi. In quello stesso anno veniva iniziata anche la ricostruzione della basilica di San Marco a Venezia, per cui può anche darsi che vi fosse stata all'epoca una rivalità tra le due repubbliche marinare a creare il luogo di culto più bello e sontuoso.
La chiesa fu eretta in un'area esterna alla cinta muraria altomedioevale, a simboleggiare proprio il potere di Pisa che non necessitava di protezioni. La zona scelta era già utilizzata in epoca longobarda come necropoli e, già nei primi anni dell'XI secolo, fu eretta una chiesa mai terminata che doveva essere intitolata a santa Maria. La nuova grande chiesa di Buscheto, infatti, viene inizialmente chiamata Santa Maria Maggiore fino a quando non viene definitivamente intitolata a Santa Maria Assunta.
Nel 1092 la chiesa, da semplice cattedrale, passa ad essere primaziale, essendo stato conferito il titolo di primate all'arcivescovo Daiberto da papa Urbano II, onorificenza oggi soltanto formale. La cattedrale fu consacrata nel 1118 dal papa Gelasio II, come ricorda l'iscrizione posta internamente in controfacciata in alto a sinistra.
Nella prima metà del XII secolo il duomo fu ampliato sotto la direzione dell'architetto Rainaldo, che allungò le navate aggiungendo tre campate davanti alla vecchia facciata secondo lo stile di Buscheto, allargò il transetto e progettò una nuova facciata, conclusa dalle maestranze guidate dagli scultori Guglielmo e Biduino. La datazione di inizio dei lavori è incerto: subito dopo la morte di Buscheto intorno all'anno 1120, secondo alcuni, intorno all'anno 1140 secondo altri. La fine dei lavori daterebbe al 1180, come documentato dalla data apposta sui battenti bronzei di Bonanno Pisano sulla porta maggiore.
L'aspetto attuale del complesso edificio è il risultato di ripetute campagne di restauro succedutesi in diverse epoche. I primi radicali interventi seguirono il disastroso incendio nella notte tra il 24 e il 25 ottobre 1595, che distrusse molti interventi decorativi e a seguito del quale fu rifatto il tetto e furono eseguite le tre porte bronzee della facciata, opera di scultori della bottega del Giambologna, tra cui Gasparo Mola e Pietro Tacca. A partire dal Settecento iniziò il progressivo rivestimento delle pareti interne con grandi dipinti su tela, i "quadroni" con Storie di beati e santi pisani, eseguiti dai principali artisti dell'epoca grazie all'iniziativa di alcuni cittadini che si autofinanziarono creando un'apposita attività commerciale.

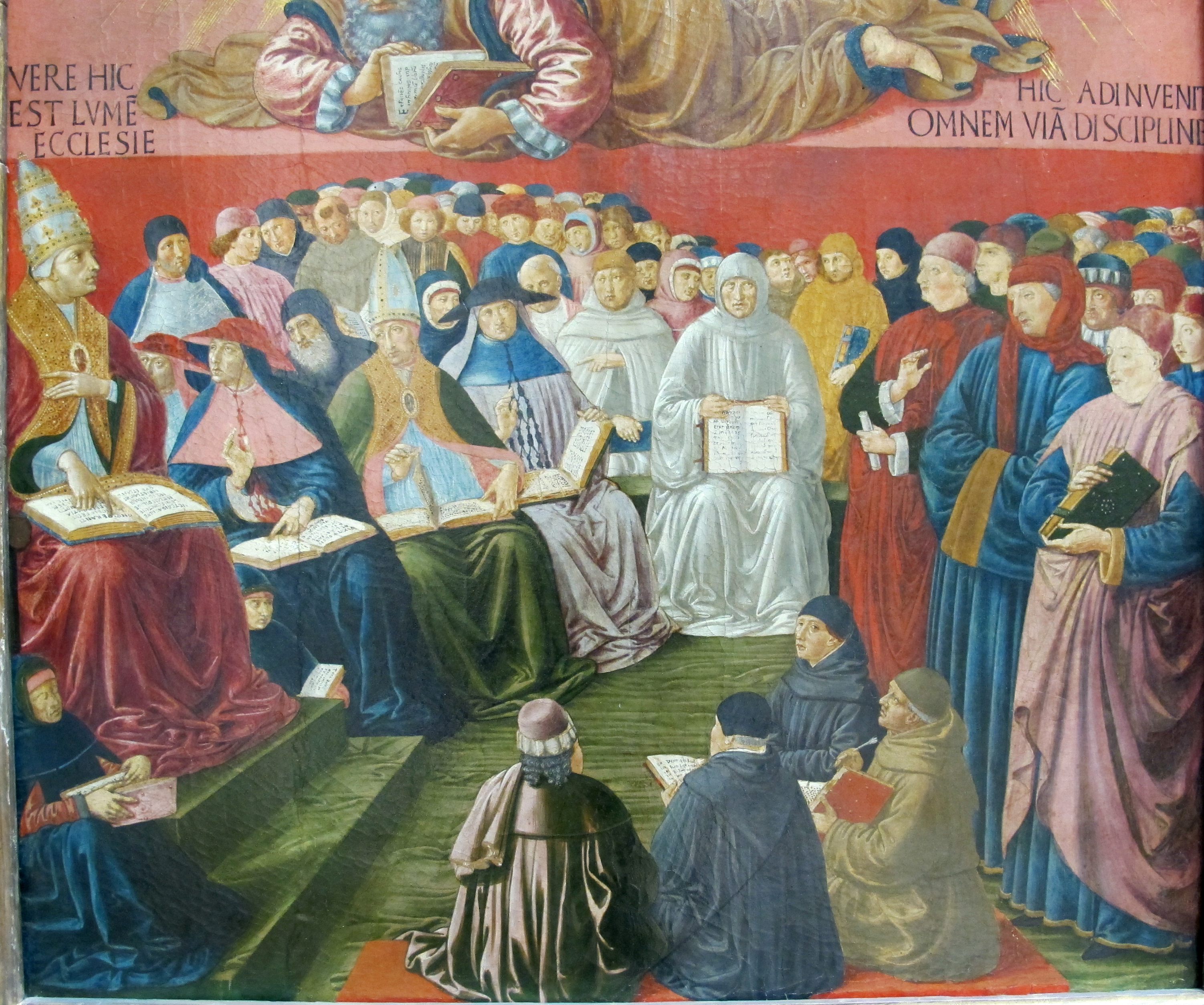
San Tommaso d'Aquino fra i Dottori della Chiesa di Benozzo Gozzoli, oggi al Museo del Louvre, in origine proveniente dal Duomo di Pisa, particolare

Significative le spoliazioni napoleoniche del Duomo di Pisa e all'Opera del Duomo, molte opere confluirono al Louvre dove sono oggi esposte, tra le quali Il Trionfo di San Tommaso d'Aquino fra i Dottori della Chiesa di Benozzo Gozzoli, oggi al Louvre, Morte di San Bernardo dell'Orcagna e San Benedetto, opera di Andrea del Castagno.
Tra i vari interventi degni di nota va segnalato lo smantellamento del pergamo di Giovanni Pisano che venne riassemblato solo nel 1926 in una diversa posizione e con diverse parti mancanti, tra cui la scala, e lo smantellamento del monumento ad Enrico VII realizzato da Lupo di Francesco che si trovava di fronte alla porta di San Ranieri e successivamente sostituito da una versione semplificata e simbolica.
Gli interventi successivi si ebbero nel corso dell'Ottocento ed interessarono sia le decorazioni interne sia quelle esterne, che in molti casi, specie per le sculture della facciata furono sostituite da copie (gli originali sono al Museo dell'Opera del duomo).

## Descrizione

### Pianta, misure e dimensioni
L'edificio è a croce latina immissa con una grande cupola all'incrocio dei bracci. Il corpo longitudinale, diviso in cinque navate, si sviluppa su dieci campate. Questa pianta continua nel coro con altre due campate ed un'abside finale a coronamento della sola navata centrale. Il transetto ha 4 campate per lato (oppure sei se si includono le due in comune col corpo longitudinale) ed è a tre navate con absidi terminanti sui due lati. Al centro quattro grossi pilastri delimitano la crociera rettangolare terminante in alto con una grossa cupola ellittica.
L'edificio, come la torre campanaria, è sprofondato percettibilmente nel suolo, e alcuni dissesti nella costruzione sono ben visibili, come le differenze di livello tra la navata di Buscheto e il prolungamento ad opera di Rainaldo (le campate verso ovest e la facciata).

### Esterno

#### Visione d'insieme
L'esterno del duomo è prevalentemente in marmo bianco e grigio anche se le pietre più antiche poste ai bassi livelli del corpo longitudinale sono di altro materiale più povero. Non mancano materiali pregiati soprattutto in facciata, dove sono presenti tarsie marmoree multicolore, mosaici ed anche oggetti di bronzo provenienti dal bottino di guerra, fra cui il Grifo utilizzato sulla sommità del tetto sul retro (lato est), forse preso a Palermo nel 1061 (oggi sul tetto si trova una copia, l'originale è nel Museo dell'Opera del Duomo).
Il corpo longitudinale, transetto e coro hanno un ricco paramento scandito da tre ordini o piani. Nel piano inferiore lunghe file di lesene che reggono arcate cieche, a loro volta racchiudenti losanghe o finestre, scandiscono lo spazio di tutti i lati dell'edificio con pochissime interruzioni (solo abside del transetto destro). Il secondo piano presenta ancora lesene ma stavolta queste non reggono arcate cieche e sono piuttosto architravate, motivo interrotto solo nell'abside del transetto destro (dove compaiono di nuovo arcate cieche) e nell'abside principale dove sono visibili due ordini di loggette. Tra le lesene oltre alle finestre e alle losanghe compaiono anche oculi intarsiati. Il terzo piano presenta colonne o semicolonne che reggono di nuovo archi ciechi (corpo longitudinale e coro) o un architrave (transetto) con la solita alternanza di finestre, losanghe e oculi intarsiati.
Le arcate a tutto sesto rialzate presenti in facciata e nell'abside principale richiamano elementi di arte musulmana provenienti dalla Sicilia. Le arcate cieche con losanghe richiamano le analoghe strutture delle chiese dell'Armenia. Anche la cupola ellissoidale ricostruita dopo l'incendio del 1595, sormontata da una lanterna, richiama l'architettura islamica.

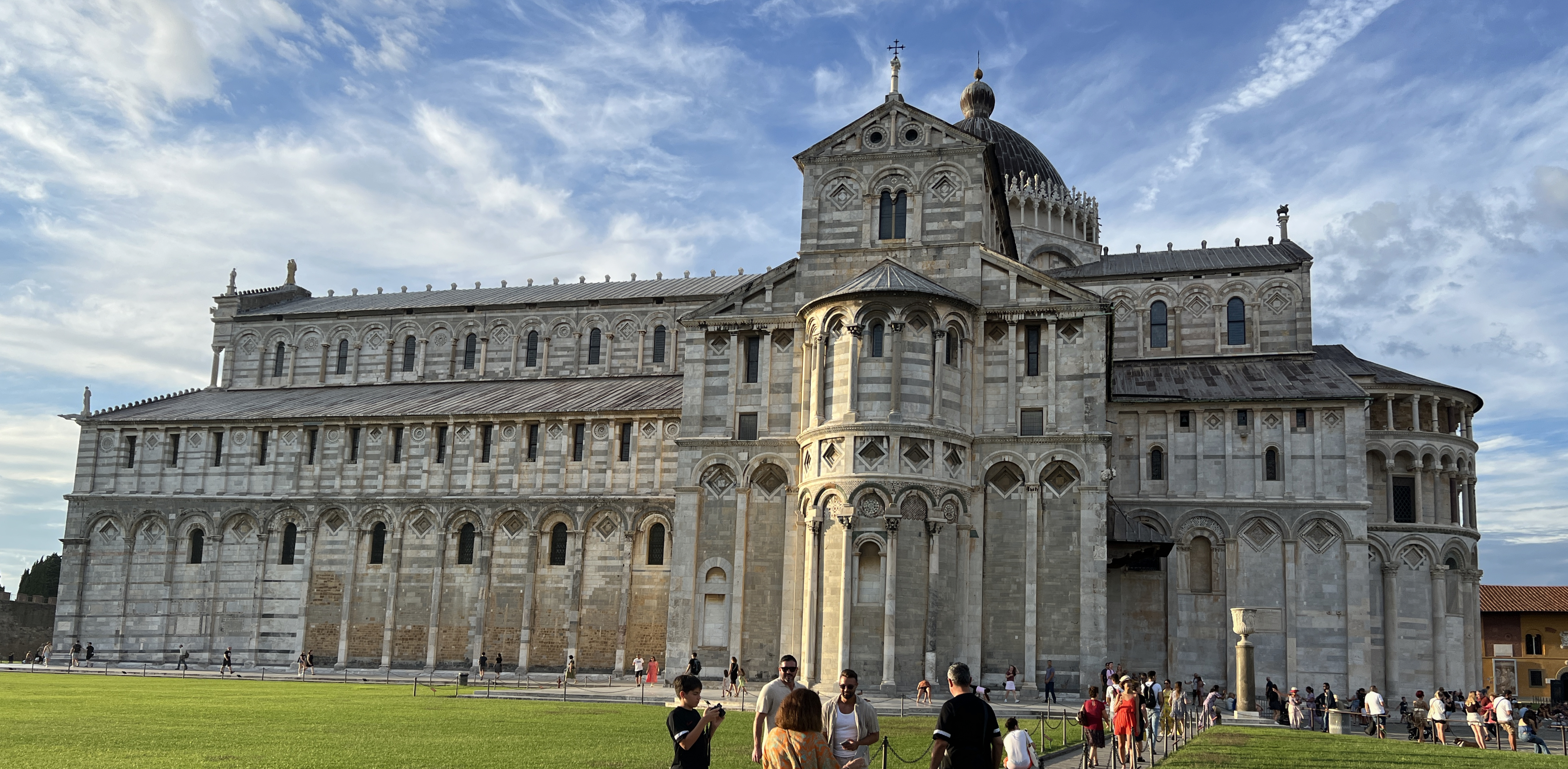
Lato sud
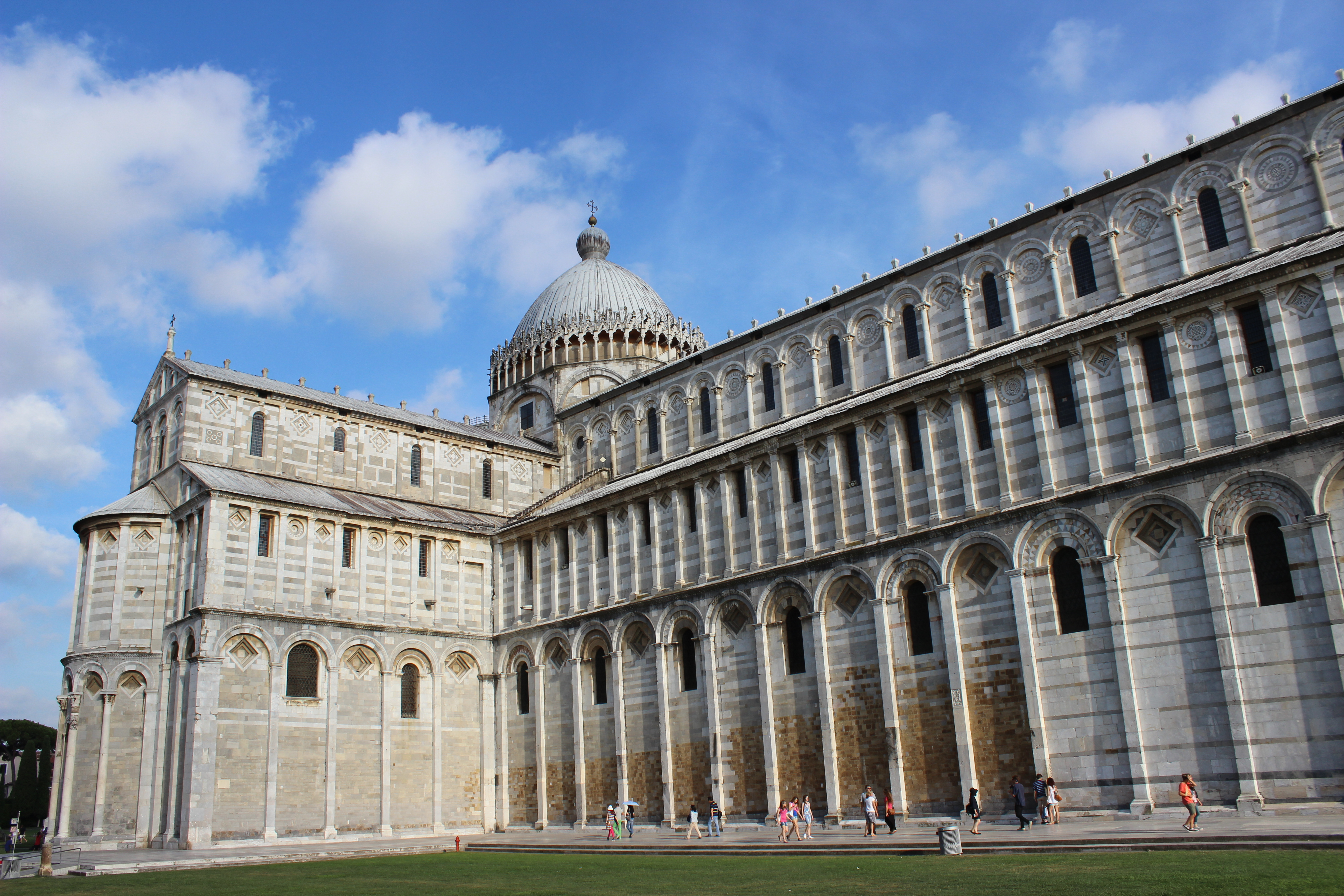
Lato nord
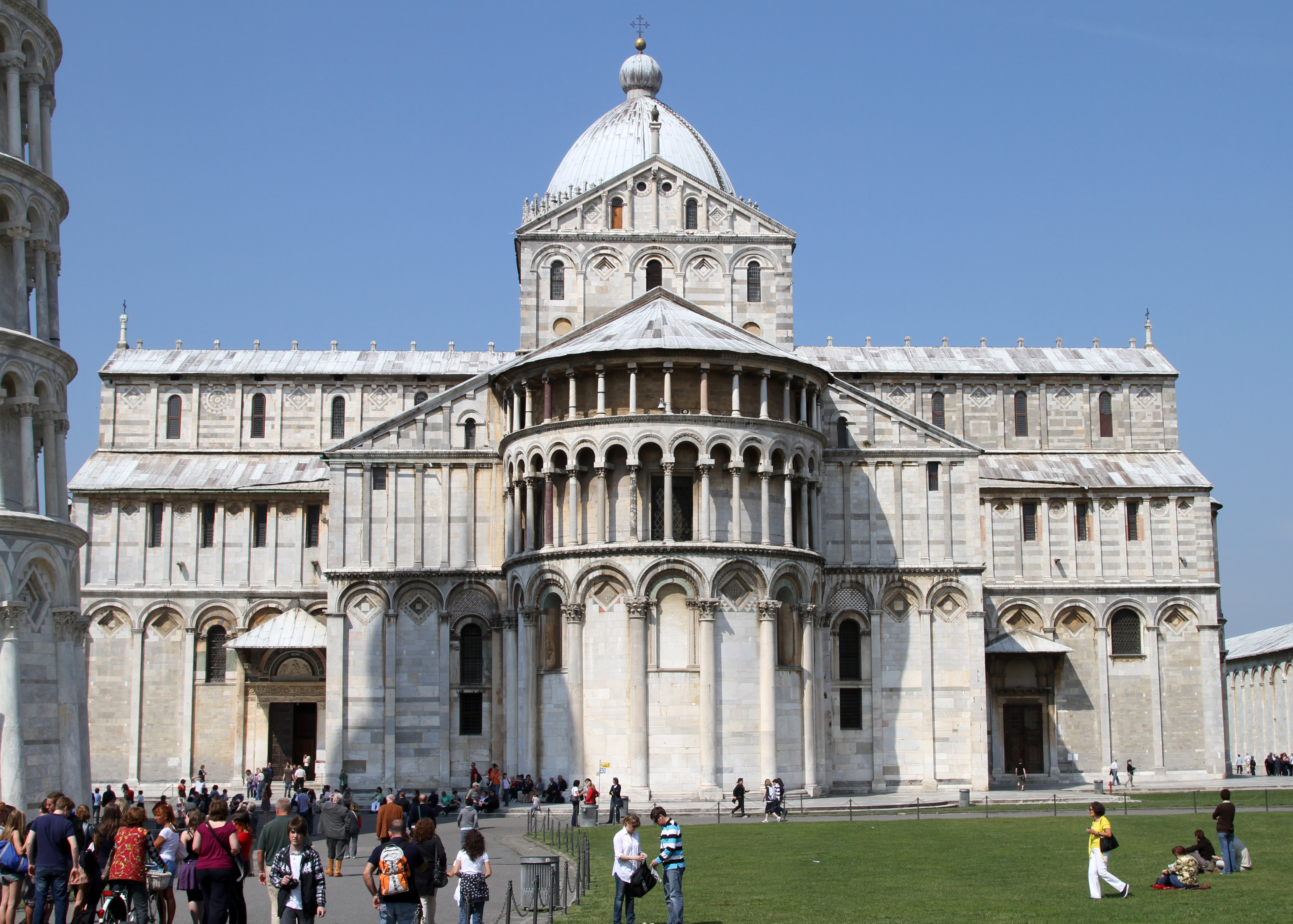
Lato est (abside)

#### Facciata
La facciata di marmo grigio e bianco, decorata con inserti di marmo colorato, fu edificata da mastro Rainaldo nel XII secolo e terminata entro il 1180. Al piano inferiore, le sette arcate cieche che racchiudono losanghe, una ogni due, fanno eco allo stesso motivo che si propaga sui restanti tre lati della Cattedrale. In facciata però l'ornamentazione si fa più ricca: semicolonne addossate a pilastri a pianta semi-rettangolare sostituiscono le esili lesene dei lati e sono sormontate da capitelli corinzi o figurati. Gli archi sono impreziositi da una ricca trama a motivi vegetali ed anche le losanghe sono più grandi ed intarsiate con marmi multicolore. Gli spazi vuoti tra i tre portali hanno lastre di marmo a formare motivi quadrati o rettangolari e sono impreziositi da fasce ornamentali orizzontali a motivi vegetali. Gli spazi vuoti tra gli archi sono anch'essi riempiti da tavolette di marmo intarsiate con motivi geometrici o animali. Notevole quella in alto a destra rispetto al portale maggiore che raffigura un Cristiano che brandisce la croce tra due bestie e la scritta del salmo 21: Salva me ex ore leonis et a cornibus unicornium humilitatem meam (Salva me dalla bocca del leone Signore e la mia umiltà dalle corna dell'unicorno), il cui originale è conservato al vicino Museo dell'Opera del Duomo.
Dei tre portali, quello centrale ha dimensioni maggiori ed è racchiuso da due colonne decorate con motivi vegetali che reggono, sopra i capitelli, due leoni a simboleggiare le due "facce" del Cristo Giudice, quello che condanna a sinistra e quello che premia ed è misericordioso a destra (si noti l'agnello salvato e protetto tra le zampe). Tutti e tre i portali recono nelle lunette mosaici settecenteschi di Giuseppe Modena da Lucca raffiguranti l'Assunzione della Vergine (al centro), Santa Reparata (a sinistra) e san Giovanni Battista (a destra). Le porte in bronzo furono realizzate da diversi artisti della taglia di Giambologna, dopo l'incendio del 1595, in sostituzione delle due porte laterali in legno e della porta regia in legno ricoperta di bronzo di Bonanno Pisano che recava la data del 1180 (vista e descritta prima dell'incendio) a testimoniare il completamento della facciata in quell'anno. Alla sinistra del portale nord di sinistra, è presente la tomba di Buscheto.
I quattro piani superiori sono caratterizzati da quattro ordini di loggette sovrapposte, divise da cornici finemente scolpite, dietro i quali si aprono monofore, bifore e trifore. Molti dei fregi presenti sugli archi e le cornici sono rifatti nel XVII secolo dopo l'incendio del 1595, mentre originali sono le tarsie marmoree policrome tra gli archi. Ancora più in alto, a coronamento, la Madonna con Bambino di Andrea Pisano e, negli angoli, i quattro evangelisti di Giovanni Pisano (inizio XIV secolo).
Contrariamente a quanto si potrebbe pensare, fin dai tempi antichi i fedeli entravano nel Duomo attraverso la porta di San Ranieri, posta sul retro nell'omonimo transetto, di fronte al campanile. Questo perché i nobili della città si recavano alla cattedrale venendo da via Santa Maria che conduce proprio a quel transetto. Tale porta fu fusa intorno al 1180 da Bonanno Pisano, ed è l'unica porta scampata all'incendio del 1595 che danneggiò pesantemente la chiesa. La porta è decorata con ventiquattro formelle raffiguranti storie del Nuovo Testamento. Questa porta è una delle prime prodotte in Italia nel Medioevo, dopo l'importazione di numerosi esempi da Costantinopoli, (ad Amalfi, a Salerno, a Roma, a Montecassino, a Venezia...) e vi si ammira una sensibilità tutta occidentale, che si stacca dalla tradizione bizantina.
Le originali gràdule del Duomo, ad opera della taglia di Giovanni Pisano e risalenti alla fine del XIII secolo, furono rimosse nel 1865 e sostituite dall'attuale sagrato. Queste gràdule, consistevano in muriccioli, decorati a riquadri scolpiti con figure di animali e teste, a ridosso del perimetro esterno della cattedrale e servivano come base per i numerosi sarcofagi di epoca romana che, durante l'epoca medievale, venivano reimpiegati per le sepolture dei nobili (tra i quali spicca Beatrice di Canossa) e degli eroi. Attualmente alcuni frammenti sono visibili al Museo dell'Opera del Duomo, mentre i sarcofagi furono tutti spostati all'interno del recinto del Camposanto monumentale.

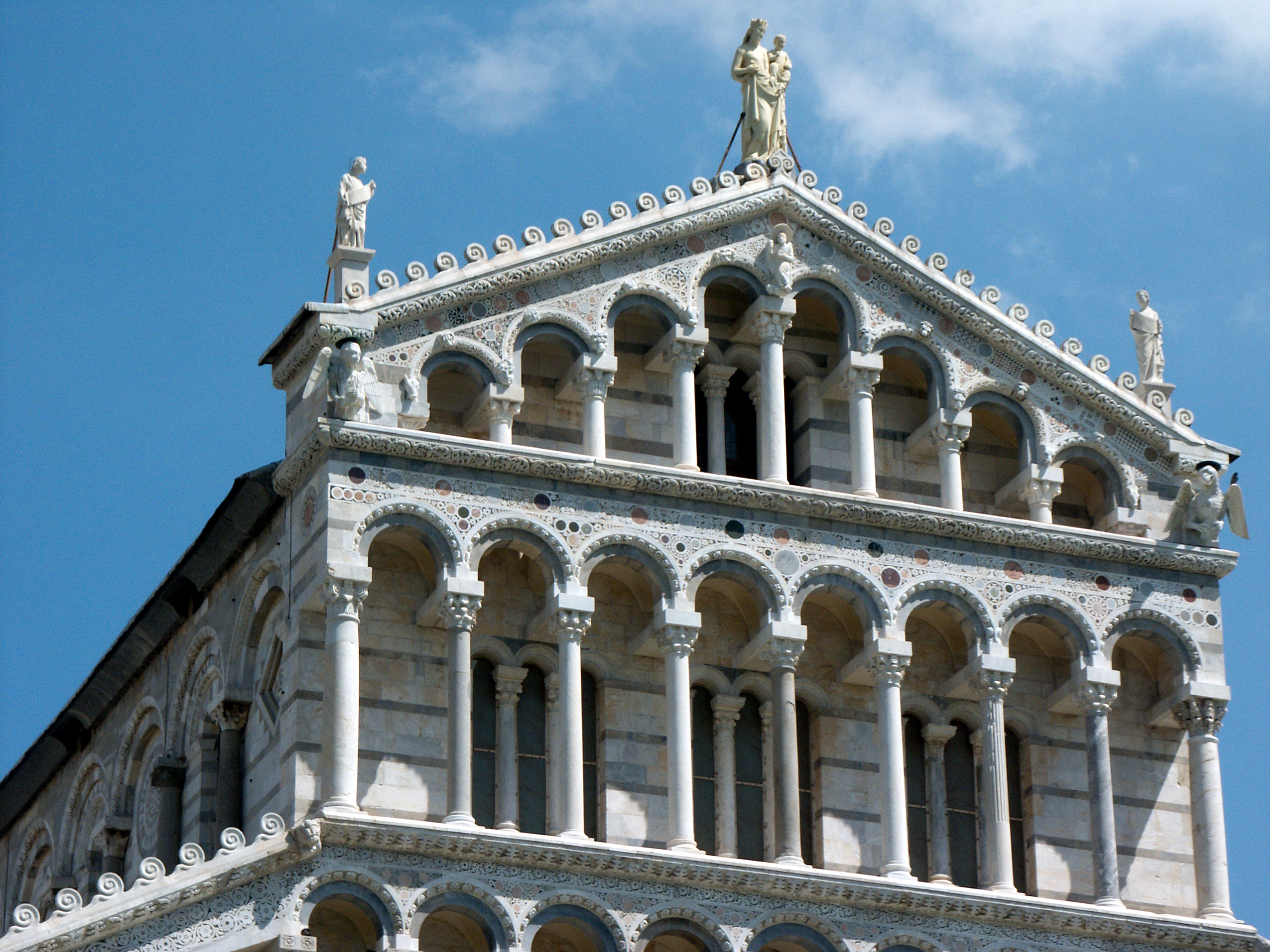
Facciata, particolare
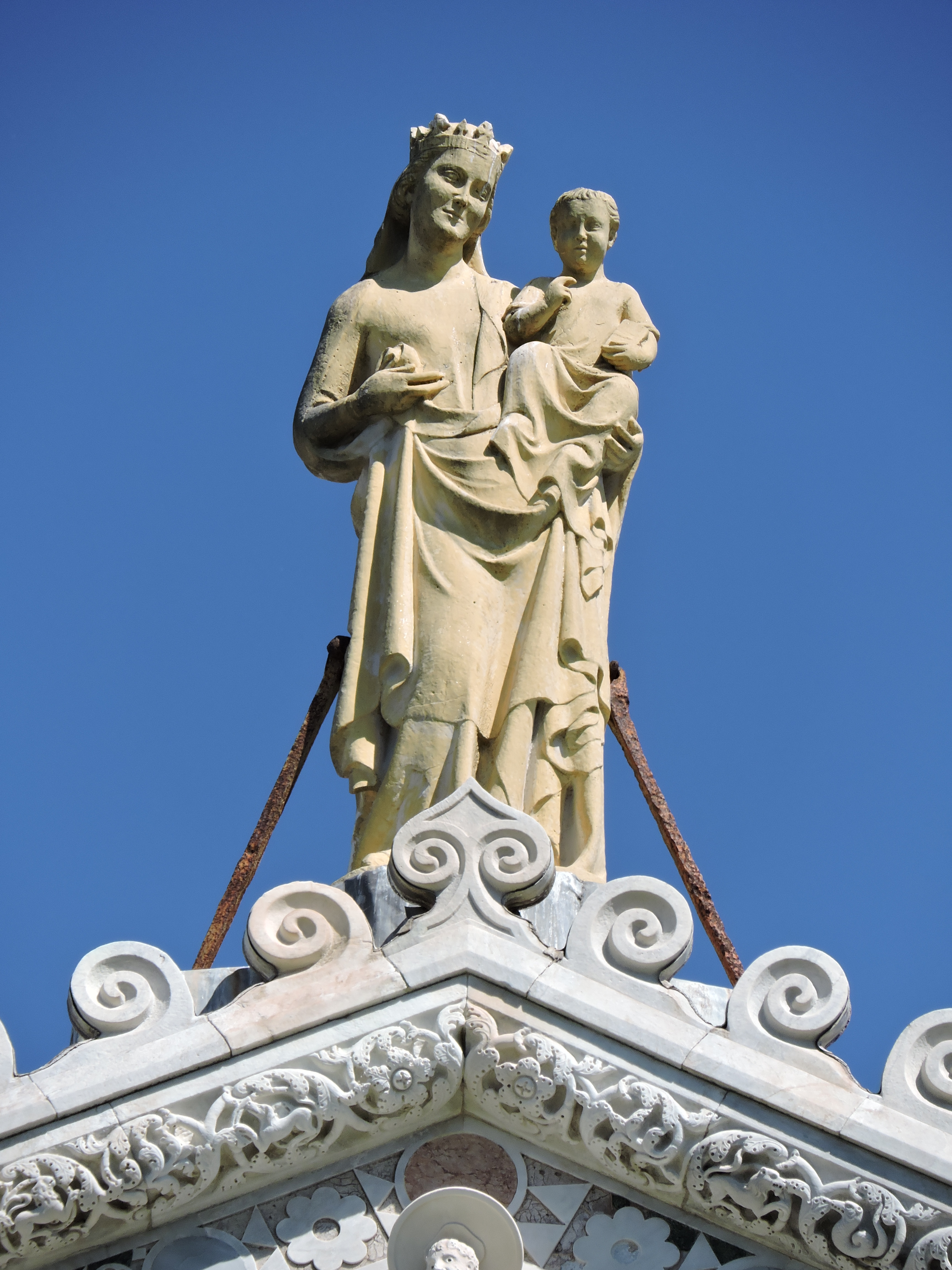
Copia di Madonna col bambino, Andrea Pisano, inizio XIV secolo
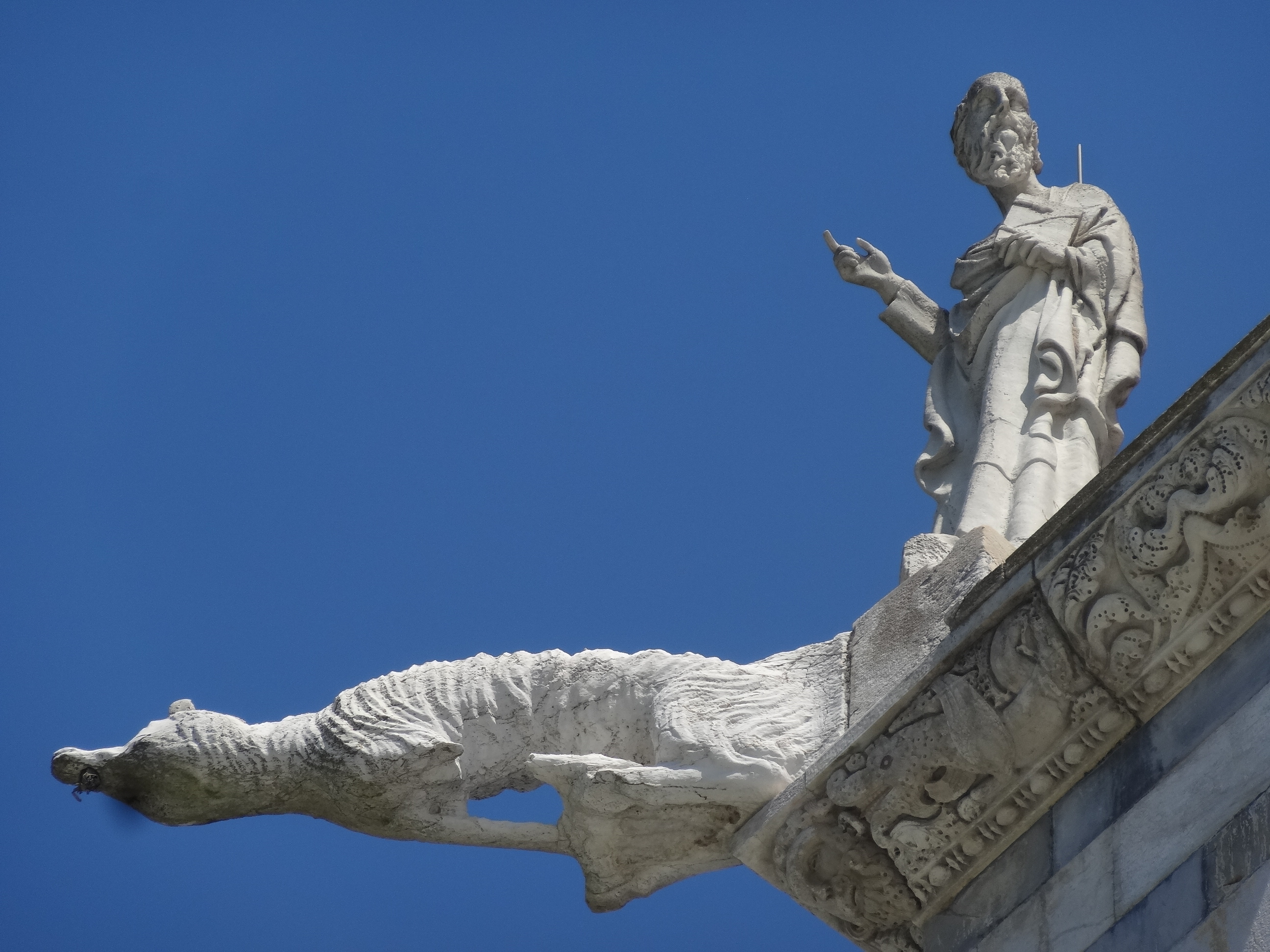
Copia di Evangelista e "lupo-grondaia", Giovanni Pisano, inizio XIV secolo
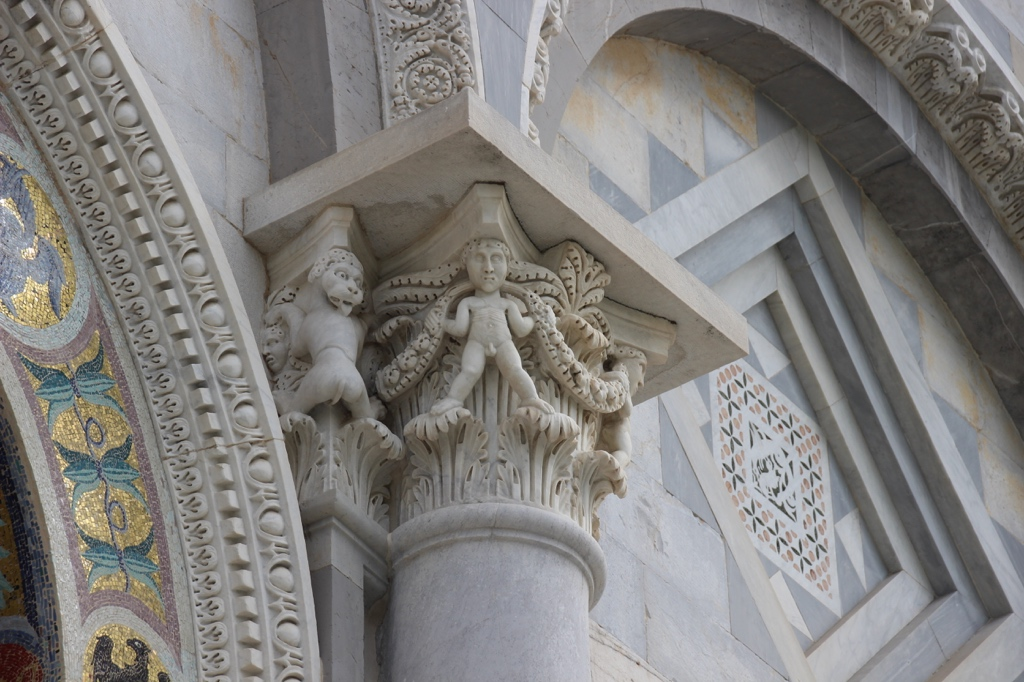
Capitello, bottega di Rainaldo, (XII secolo)
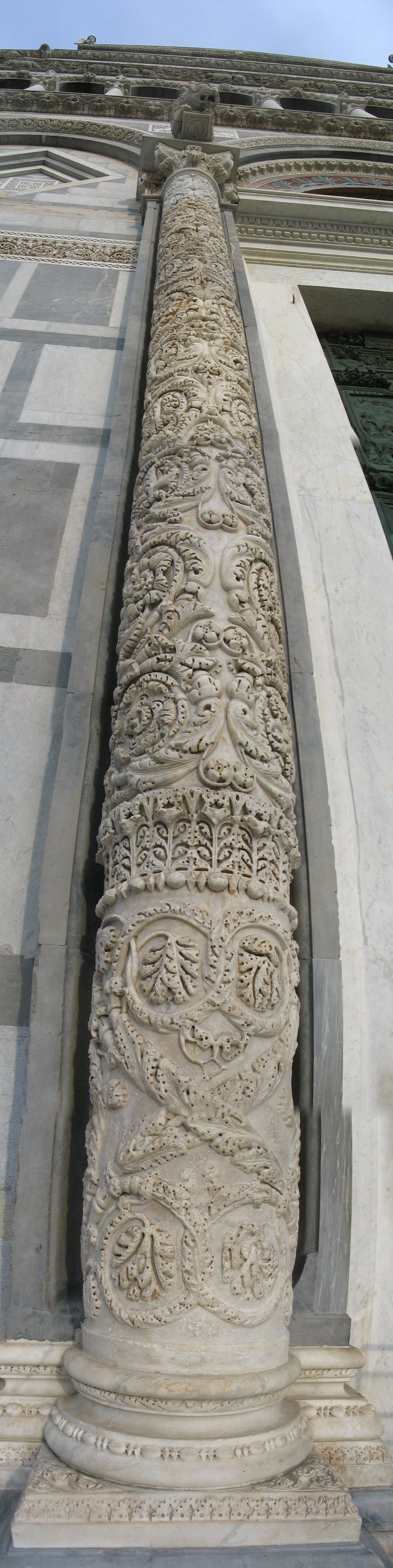
Colonna sinistra del portale maggiore, bottega di Rainaldo, (XII secolo)
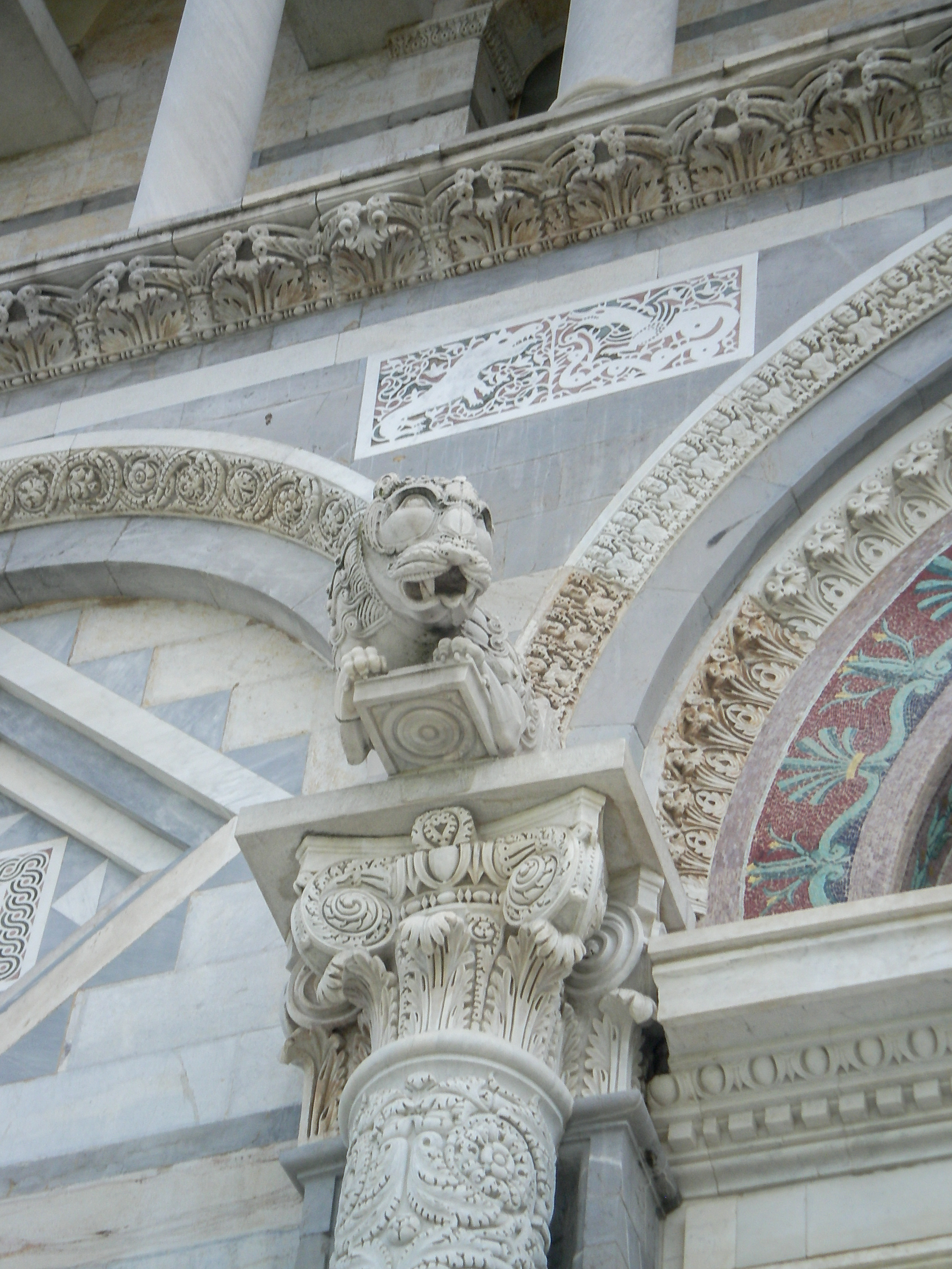
Portale maggiore, leone di sinistra, bottega di Rainaldo, (XII secolo)
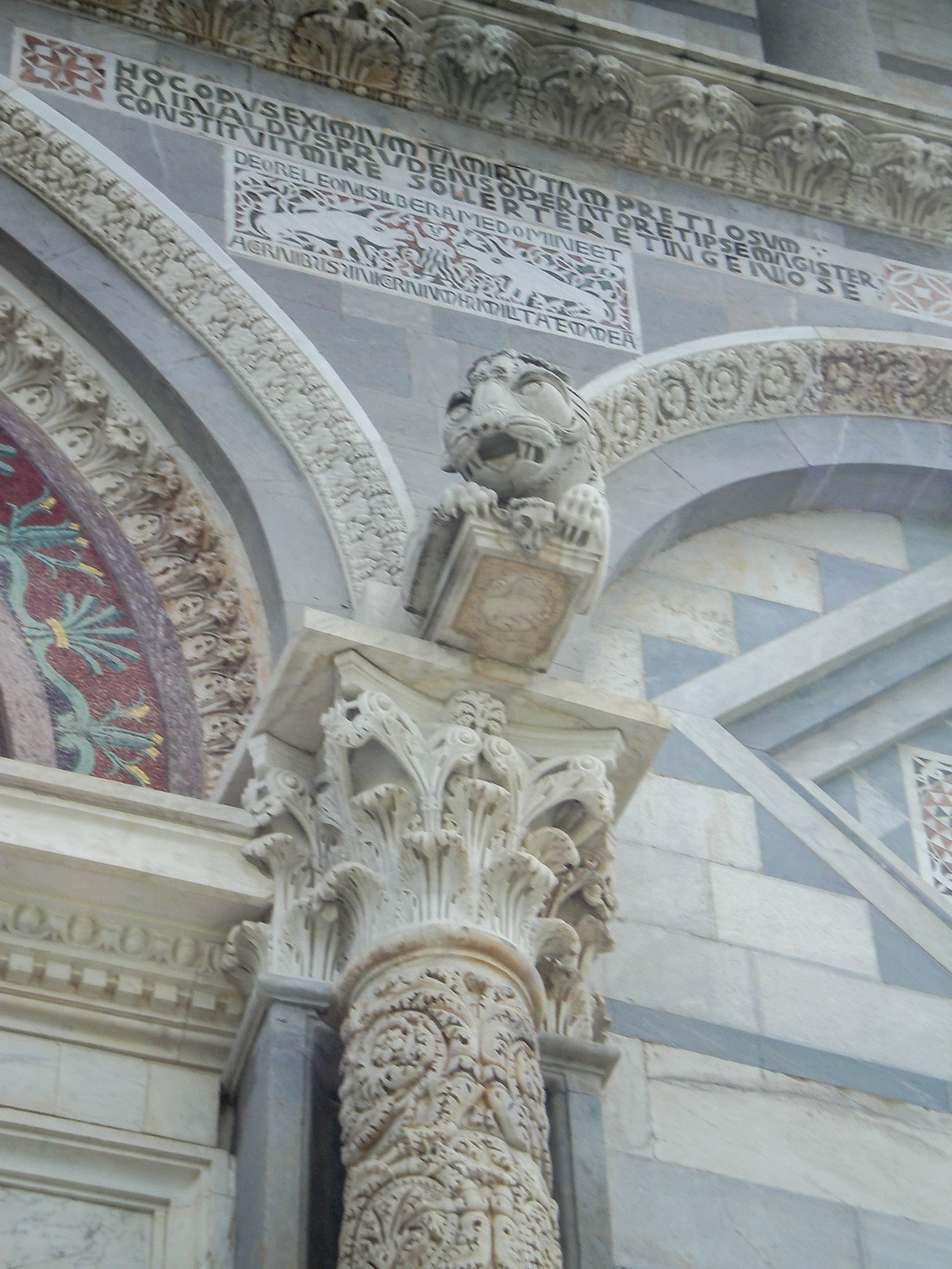
Portale maggiore, leone di destra, bottega di Rainaldo, (XII secolo)
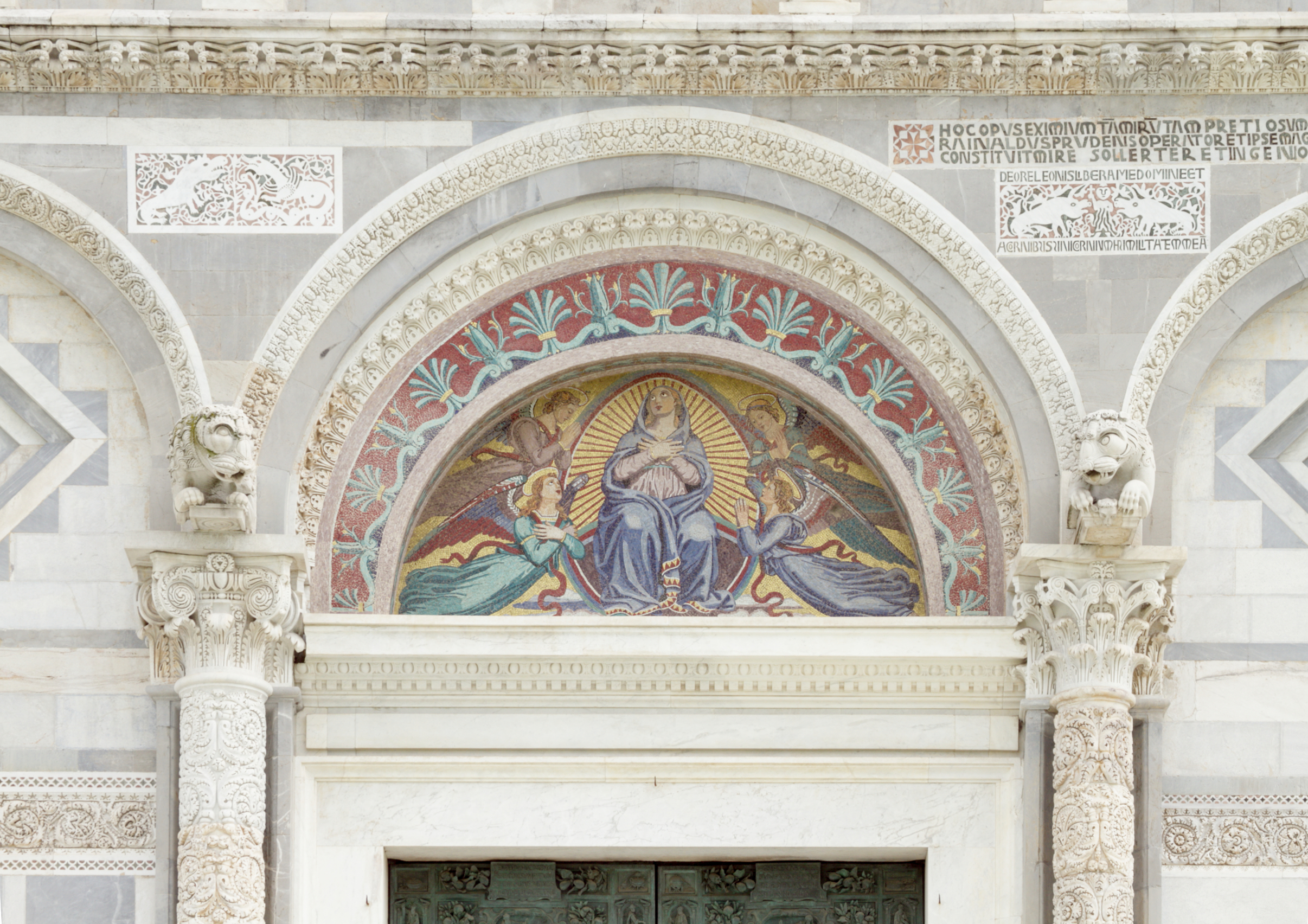
Lunetta del portale centrale, Assunzione della Vergine, Giuseppe Modena da Lucca, XVIII secolo

#### Significato delle decorazioni
Il registro inferiore della facciata non è ricchissimo di decorazioni scultoree figurate a differenza di altre cattedrali romaniche coeve, ma regala pur sempre un ricco significato sia delle sue componenti unitarie ed una complessa allegoria nella sua visione d'insieme. Per leggere quest'ultima occorre partire da sinistra dove il capitello più esterno del portale laterale sinistro mostra due leoni feroci che divorano deboli prede e due figure umane più dietro. I primi rappresentano la lotta tra il bene ed il male dove il male domina, ma alle spalle la figura del vecchio che accatasta legna e del giovane che sovrasta un ariete rappresentano forse Abramo ed Isacco e l'ariete sacrificale (oppure due contadini al lavoro comunque virtuosi) che mostrano la preparazione al piano di salvezza di Dio. L'arco che parte dallo stesso capitello mostra una fila di draghi che due figure umane virtuose al centro sono costrette a fronteggiare nella continua lotta tra il bene ed il male.
A livello del portale centrale si entra nel Nuovo Testamento che concretizza il piano di salvezza operato da Dio a partire da Abramo. È il portale dedicato alla Vergine Assunta e a suo Figlio, il cui giudizio divino è rappresentato dai due leoni della giustizia, quello che condanna a sinistra e quello che protegge e salva a destra con l'agnellino protetto tra le zampe, per Misericordia o Giustizia divina che sia. Le 42 figurine umane stilizzate presenti sull'arco decorato mostrano le 42 generazioni che separano, secondo il Vangelo di Matteo, Abramo da Gesù Cristo (le figurine sono in realtà 43 ma forse per esigenze di rifacimento o altri motivi di riempimento del fregio). Questo passaggio dal vecchio al nuovo è rafforzato dalle due tarsie marmoree negli intradossi dell'arco maggiore dove un drago ed un leone feroci affrontati raffiguranti la perenne lotta tra le forze maligne (tarsia di sinistra) diventano due unicorni altrettanto feroci ma in mezzo ai quali appare un cristiano che brandisce un croce per difendersi da loro (tarsia di destra) e dove si legge in latino:
- de ore leonis libera me domine et a cornibus unicorni humilitatem mea ("Salva me dalla bocca del leone Signore e la mia umiltà dalle corna dell'unicorno", salmo 21).

L'ultimo elemento di questa complessa narrazione è il capitello più esterno del portale di destra, che fa da pendant a quello del portale di sinistra da cui siamo partiti. Siamo ben oltre la venuta di Gesù dove i leoni maligni, precedentemente in primo piano, sono relegati in posizione arretrata e defilata, pronti sempre a colpire come mostrano le teste girate indietro e la lingua fuori, ma in posizione contorta a causa delle continue fughe a cui il Salvatore e la Chiesa li costringe. In posizione prominente ci sono adesso due figurine umane nude, le anime dei salvati per opera del Salvatore per intercessione della Chiesa, che sono figure composte e serene e con gli occhi grandi, ben ancorate con le braccia alla ghirlanda del capitello ed i piedi ben poggiati sulle foglie di acanto, simbolo di uomini di fede, vittoriosi sul peccato e beati per Fede più che per meriti.

### Interno

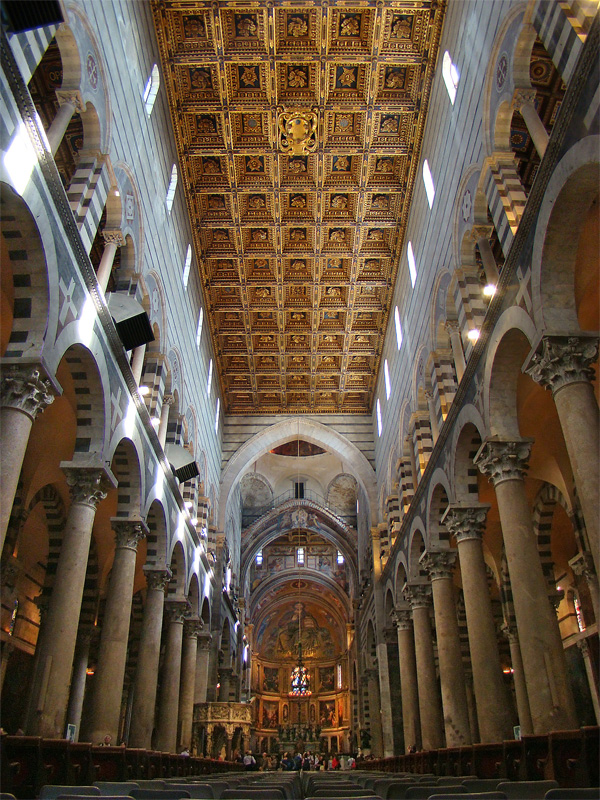
L'interno

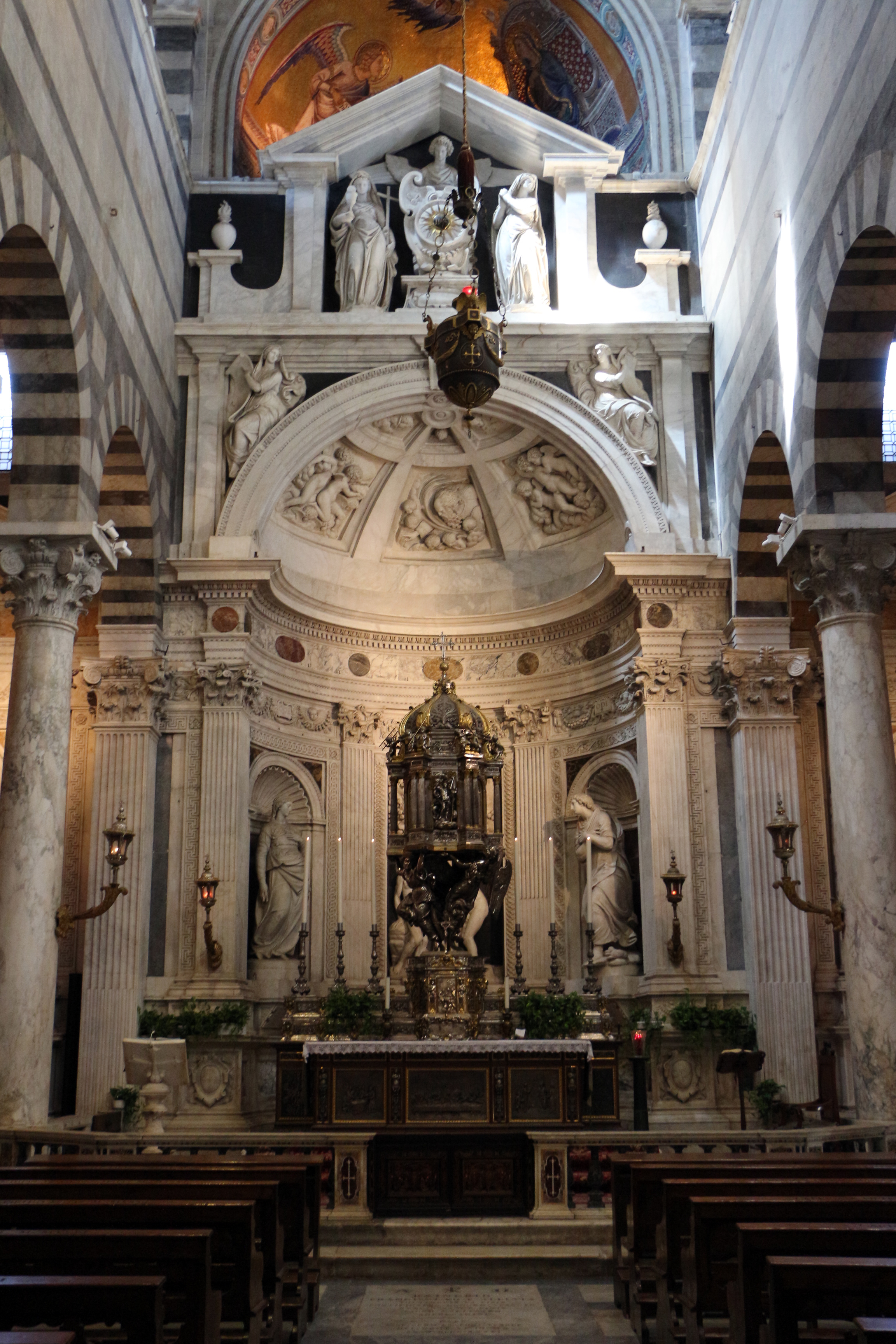
Cappella del Santissimo Sacramento

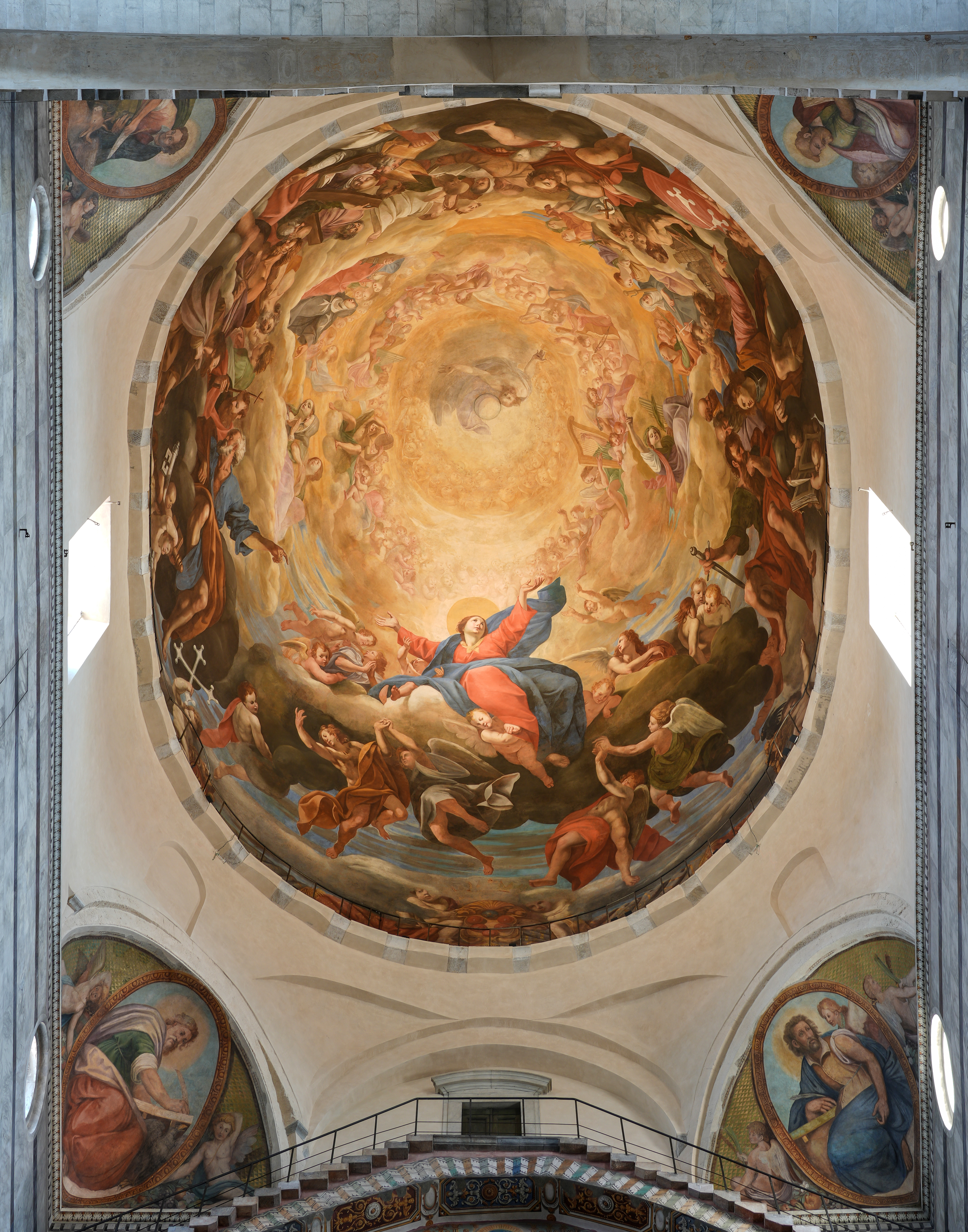
Encausto della cupola

L'interno a cinque navate è rivestito di marmi bianchi e neri, con colonne monolitiche di marmo grigio e capitelli di ordine corinzio. Gli archi delle dieci campate sono a tutto sesto (quelli della navata centrale) oppure a sesto rialzato nello stile moresco del tempo (quelli delle navate laterali).
La navata centrale ha un soffitto a cassettoni dorati seicenteschi, in legno dorato e dipinto, dei fiorentini Domenico e Bartolomeo Atticciati; reca dorato lo stemma dei Medici. Presumibilmente l'antico soffitto presentava una struttura con capriate lignee a vista. Le quattro navate laterali hanno una copertura intonacata a crociera. La copertura a cassettoni è presente anche nel coro e nella navata centrale del transetto, mentre una copertura a botte intonacata è presente nelle navate laterali del transetto. Curiosa è la copertura delle navate laterali del transetto al livello delle due campate in comune con le navate laterali del corpo longitudinale: queste sono a crociera (come nelle navate laterali del corpo longitudinale), ma sono più alte (come nelle navate laterali del transetto). È inoltre presente un matroneo di origine bizantina che corre lungo tutta la chiesa, compreso coro e transetto e che presenta una copertura a cassettoni (corpo centrale) o a travi lignee (transetto). Ancora più in alto sottili e profonde finestrine permettono l'illuminazione della chiesa.
L'interno suggerisce un effetto spaziale che qualche analogia con quello delle moschee, per l'uso di archi a sesto rialzato, per l'alternanza di fasce in marmo bianco e verde, per l'inconsueta cupola ellittica, di ispirazione orientale, e per la presenza dei matronei con solide colonne monolitiche di granito nelle bifore, chiaro segno di influenza bizantina. L'architetto Buscheto aveva accolto stimoli dal Levante islamico e dall'Armenia.
Solo una parte degli interventi decorativi medievali sono sopravvissuti all'incendio del 1595. Tra queste è l'affresco con la Madonna con Bambino del pisano Maestro di San Torpè nell'arco trionfale (fine XIII-inizio XIV secolo), e sotto di esso il pavimento cosmatesco, di una certa rarità fuori dai confini del Lazio. Fu realizzato in tarsie marmoree con motivi geometrici ad "opus alexandrinum" (metà del XII secolo). 
Altri frammenti di affreschi tardo medioevali sono sopravvissuti, tra i quali San Girolamo su uno dei quattro pilastri centrali e San Giovanni Battista, un Crocifisso e San Cosimo e Damiano sul pilastro vicino alla porta di ingresso, parzialmente nascosto dalla bussola.
Nel punto di incontro tra il transetto e il corpo centrale si innalza la cupola, la cui decorazione rappresentò uno degli ultimi interventi realizzati dopo l'incendio citato. Dipinta con la rara tecnica di pittura a encausto (o cera su muro), nella cupola è rappresentata la Vergine in gloria e santi (1627-1631), capolavoro del pisano Orazio Riminaldi, completata dopo la sua morte, avvenuta nel 1630 a causa della peste, dal fratello Girolamo. La decorazione ha subìto un accurato restauro che l'ha restituita al suo originale splendore nel 2018.
Il presbiterio, terminante in un'abside curva, presenta una grande varietà di ornamenti. Al di sopra, nel catino, il grande mosaico del Cristo in trono tra la Vergine e san Giovanni è reso famoso dal volto di san Giovanni, opera di Cimabue del 1302 che sopravvisse miracolosamente all'incendio del 1595. Proprio quel San Giovanni Evangelista fu l'ultima opera realizzata da Cimabue prima della morte e l'unica di cui esista una documentazione certificata. Evoca i mosaici delle chiese bizantine e anche quelle normanne, come Cefalù e Monreale, in Sicilia. Il mosaico, in buona parte realizzato da Francesco da Pisa fu terminato da Vincino da Pistoia con la raffigurazione della Madonna sulla parte sinistra (1320).
L'Altare maggiore, dell'inizio del Novecento, presenta sei Angeli coevi di Ludovico Poliaghi, e al centro il Crocifisso bronzeo di Giambologna, del quale sono anche i due Angeli portacandelabro all'estremità della ricca transenna marmorea, mentre il terzo Angelo sulla colonna a sinistra dell'altare è di Stoldo Lorenzi.
Al di sotto, dietro l'Altare maggiore, è invece il grande complesso decorativo della Tribuna, composto da ventisette dipinti raffiguranti Episodi del Vecchio Testamento e Storie cristologiche. Iniziata prima dell'incendio con le opere di Andrea del Sarto (Sant'Agnese, Santa Caterina, Santa Margherita, San Pietro e  San Giovanni Battista), del Sodoma e di Domenico Beccafumi (Storie di Mosè ed Evangelisti), fu completata dopo tale calamità con le opere di diversi pittori toscani, tra cui Orazio Riminaldi.

#### Il pergamo

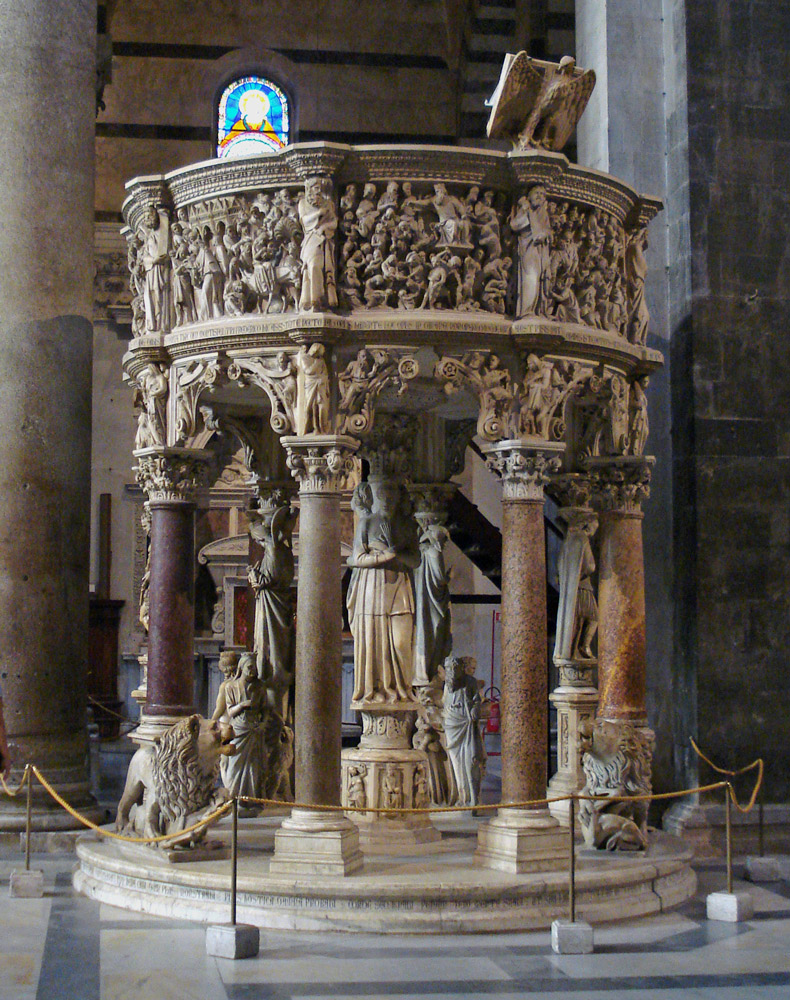
Il pergamo di Giovanni Pisano

Il pergamo, capolavoro di Giovanni Pisano (1302-1310), sopravvissuto all'incendio, fu però smontato durante i lavori di restauro e non fu rimontato fino al 1926. Con la sua articolata struttura architettonica e la complessa decorazione scultorea, l'opera è una delle più vaste narrazioni per immagini trecentesche che riflette il rinnovamento ed il fervore religioso dell'epoca. Nelle formelle, leggermente ricurve, sono scolpiti con un linguaggio espressivo gli episodi della Vita di Cristo. La struttura è poligonale, come negli analoghi esempi precedenti, nel battistero di Pisa, nel duomo di Siena e nella chiesa di Sant'Andrea di Pistoia, ma per la prima volta i pannelli sono leggermente incurvati, dando un'idea di circolarità nuova nel suo genere. Altrettanto originali sono: la presenza di cariatidi, figure scolpite al posto delle semplici colonne, che simboleggiano le Virtù; l'adozione di mensole a volute in luogo degli archetti per sostenere il piano rialzato; il senso di movimento, dato dalle numerosissime figure che riempiono ogni spazio vuoto.
Per queste qualità unite alla sapiente arte narrativa delle nove scene è generalmente considerato il capolavoro di Giovanni e più in generale della scultura gotica italiana. Il pergamo commissionato a Giovanni sostituì uno precedente, realizzato da Guglielmo (1157-1162), che fu inviato nel duomo di Cagliari. Non essendoci documentazione di come fosse il pergamo prima dello smantellamento, esso è stato ricostruito in una posizione diversa da quella originaria e, sicuramente, con le parti non nello stesso ordine e orientamento di come era stato pensato. Non si sa se possedesse o meno una scala sempre in marmo.

#### Altre opere d'arte

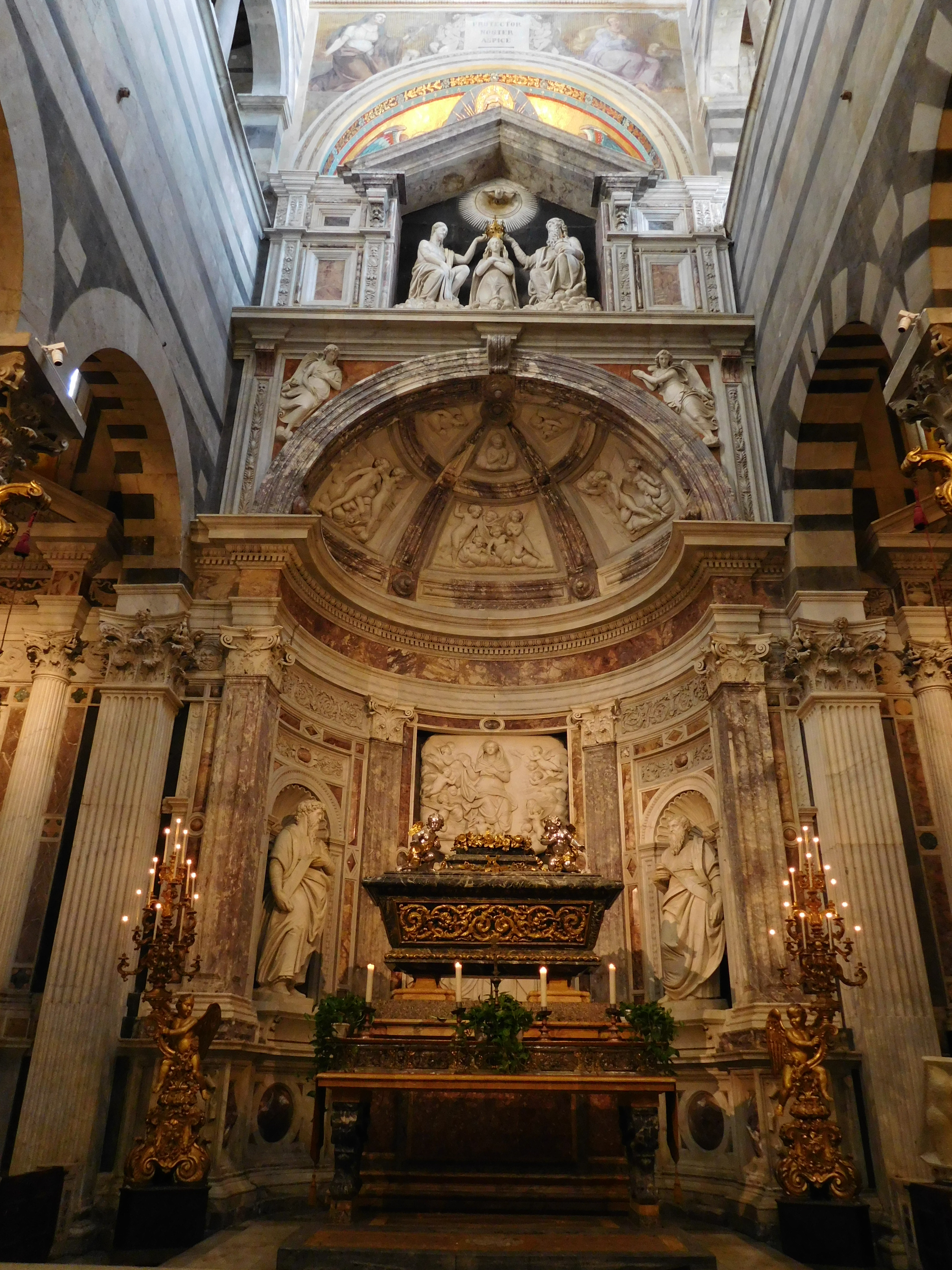
Cappella di San Ranieri, patrono di Pisa

Il transetto destro è occupato dalla Cappella di San Ranieri, patrono della città, del quale la chiesa conserva le reliquie nella magnifica teca sull'altare. Sempre nella cappella, a sinistra, è conservata parte della frammentaria tomba di Enrico VII di Lussemburgo, imperatore del Sacro Romano Impero, morto nel 1313 a Buonconvento mentre assediava invano Firenze. La tomba, anche questa smontata e ricomposta, (fu scolpita da Tino di Camaino nel 1313-1315) ed era in origine posta al centro dell'abside, come segno della fede ghibellina della città. Era inoltre un monumento scultoreo molto più complesso, dotato di varie statue. Spostato più volte per questioni politiche, venne anche separato in più parti (alcune dentro la chiesa, alcune sulla facciata, alcune nel Campo Santo). Oggi troviamo in chiesa il sarcofago con il defunto raffigurato sdraiato sopra di esso, secondo la moda in voga a quel tempo, e i dodici apostoli scolpiti in bassorilievo. La lunetta dipinta con gli angeli reggicortina sono invece un'aggiunta successiva della bottega di Domenico Ghirlandaio (fine XV secolo). Gli altri resti del monumento sono stati ricomposti nel vicino Museo dell'Opera del Duomo. Il transetto sinistro è occupato invece dalla Cappella del Santissimo Sacramento, al cui centro è il grande ciborio in argento ideato da Giovan Battista Foggini (1678-86).
Sui numerosi altari laterali sono collocati dipinti cinque-seicenteschi. Fra le tele ospitate sugli altari minori, si ricordano la Madonna delle Grazie con santi, del manierista fiorentino Andrea del Sarto, e la Madonna in trono e santi nel transetto destro, di Perin del Vaga, allievo di Raffaello, entrambe terminate da Giovanni Antonio Sogliani.
Risalenti già al Seicento sono, del senese Francesco Vanni, la tela con la Disputa del Sacramento, e del genovese Giovanni Battista Paggi la Croce con santi.
Particolarmente venerata è l'immagine della duecentesca Madonna col Bambino, detta Madonna di sotto gli organi, attribuita al volterrano Berlinghiero Berlinghieri.

### Organi a canne
All'interno del duomo si trovano due organi a canne:
- il Serassi opus 494 del 1831-1835, situato in corpo unico sulla cantoria alla sinistra del presbiterio, con 58 registri su due manuali e pedale;[11]
- il Mascioni opus 1039 del 1977-1980, composto da quattro corpi dei quali i due principali sulla cantoria alla destra del presbiterio, con 69 registri su quattro manuali e pedale.[12]

## Opere già nella Cattedrale
- Bronzino, Cristo risorto e Santi, già all'altare delle Grazie, commissionata da Bartolomeo da Forcoli, Operaio della Fabbrica del Duomo, nel 1554 e completata nel 1556 ma già in precarie condizioni nel 1558 quando fu rimossa dalla sua sede. Della pala restano solo due frammenti con un Sant'Andrea e un San Bartolomeo, oggi alla Galleria dell'Accademia nazionale di San Luca.[13]

## Elenco dei principali artisti che decorarono la cattedrale

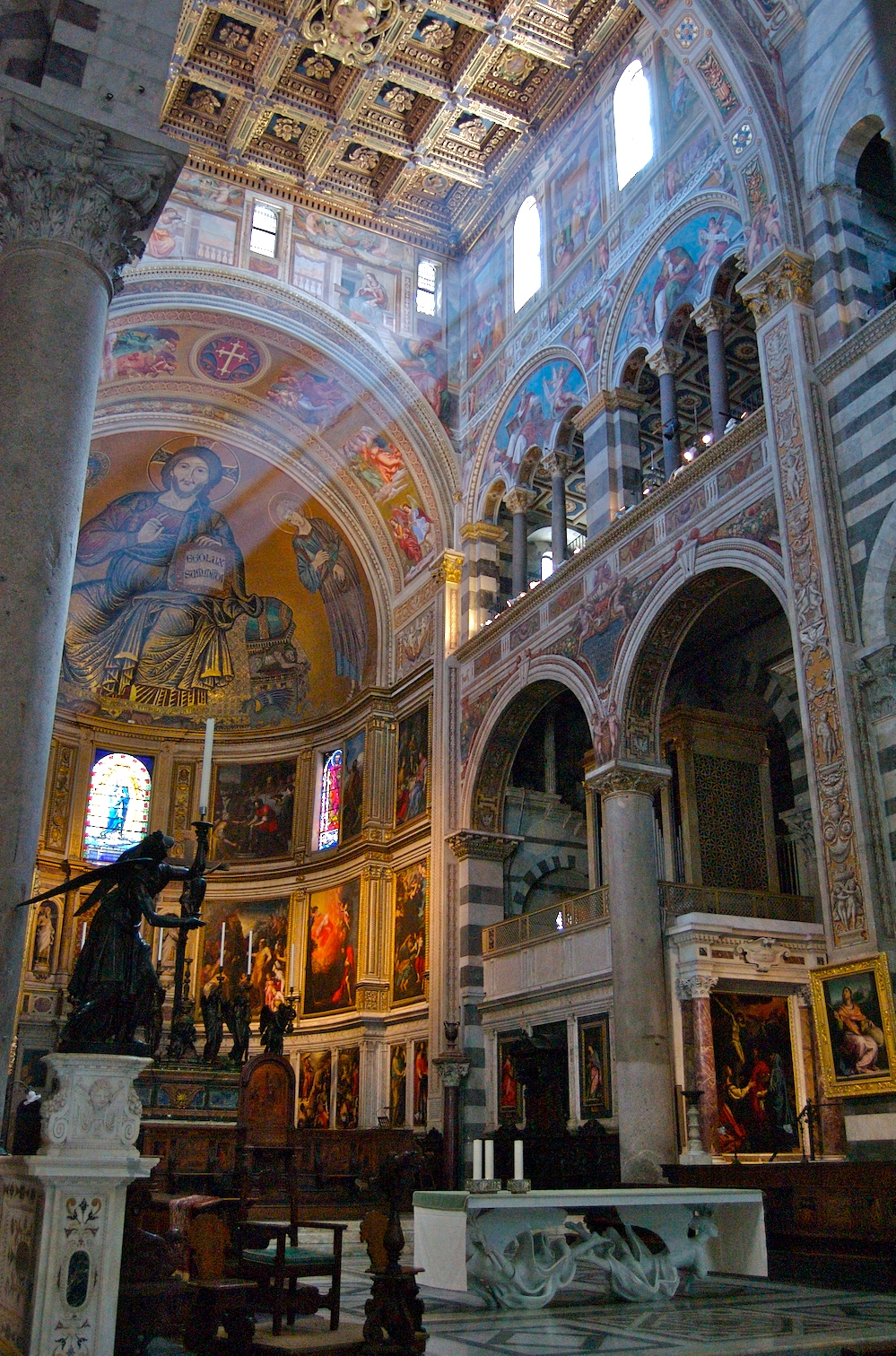
Il soffitto a cassettoni, affreschi cinquecenteschi, angelo reggicandela e San Giovanni di Cimabue (dettaglio del mosaico)

- Buscheto (progetto architettonico il principale artista)
- Rainaldo (facciata)
- Cimabue (mosaico sull'abside)
- Tino da Camaino (monumento funebre ad Enrico VII)
- Bonanno Pisano (porte in bronzo originali)
- Giambologna e scuola (porte in bronzo in facciata)
- Giovanni Pisano (pergamo)
- Nicola e Giovanni Pisano (coronamento intorno alla cupola)
- Pietro Tacca (crocifissi e angeli cerofori)
- Andrea del Sarto (vari dipinti tra cui Sant'Agnese)
- Il Sodoma (vari dipinti)
- Giovanni Battista Tempesti (vari dipinti)
- Biduino (decorazioni marmoree)
- Giuliano Vangi (pulpito e altare maggiore)
- Guglielmo (pergamo originale e decorazioni marmoree)
- Orazio e Girolamo Riminaldi (affresco della cupola)
- Vincenzo Possenti (lampadario)

## Astronomia nella cattedrale

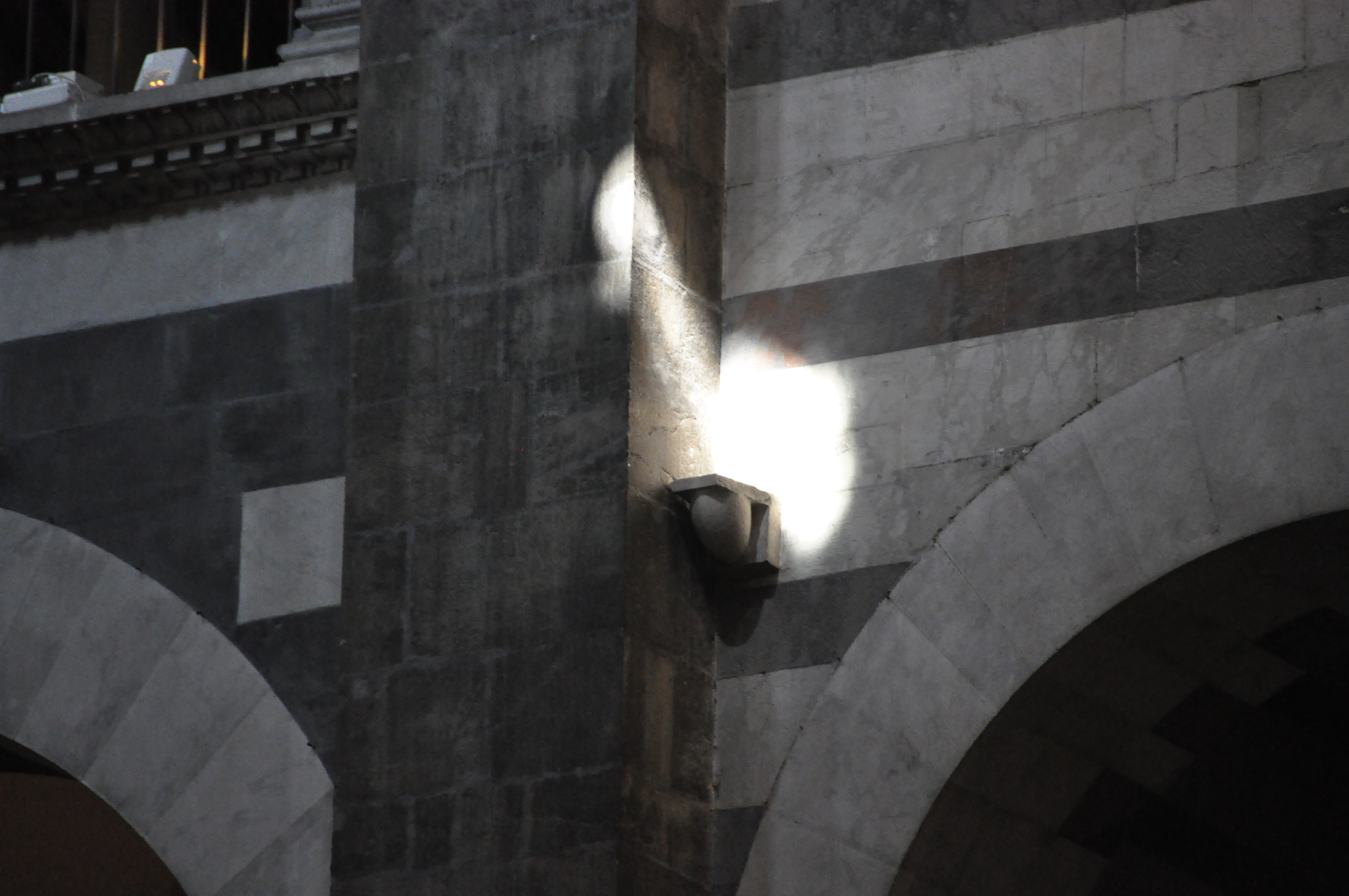
Capodanno pisano: l'uovo illuminato dal raggio di sole

All'interno del Duomo di Pisa è possibile osservare due eventi astronomici: il primo segnala il mezzogiorno solare pisano nel giorno dell'equinozio, l'altro invece scandisce il mezzogiorno solare pisano del 25 marzo, giorno che storicamente coincideva con il Capodanno secondo il vecchio calendario pisano. Attualmente, i due eventi si verificano pertanto alle ore 12:27 in presenza dell'ora solare, oppure alle ore 13:27 in presenza dell'ora legale.
Per alcuni istanti, in concomitanza del mezzogiorno solare, un raggio di sole penetra all'interno della cattedrale attraverso una vetrata che si apre al di sopra dell'altare dedicato a San Ranieri. Mentre nel giorno dell'equinozio il raggio di sole va ad illuminare i riquadri marmorei del pavimento in prossimità dell'altare, nel giorno del Capodanno Pisano il raggio solare penetra attraverso la Sammarchina, finestrella rotonda posta sotto la cupola, illuminando una mensola marmorea a forma di uovo collocata sul pilastro a fianco del pergamo di Giovanni Pisano.

## Curiosità
- Il lampadario per incenso al centro della navata è detto di Galileo Galilei, perché la leggenda vuole che il grande scienziato abbia formulato la sua teoria sull'isocronismo del pendolo guardandone l'oscillazione dal soffitto della navata. L'originale, diverso e molto più piccolo, però si trova oggi nella cappella Aulla in Campo Santo.
- Sul lato nord, a sinistra della facciata davanti al Campo Santo, ad altezza dello sguardo si trova un pezzo di marmo di origine romana (come testimonia la decorazione a motivi vegetali che si può ancora vedere in parte a lato), sul quale sono presenti una serie di buchini neri. Secondo la leggenda si tratterebbe dei segni lasciati dal diavolo quando si arrampicò sul duomo nel tentativo di fermarne la costruzione, chiamate appunto unghiate del diavolo. Sempre secondo la leggenda il numero di queste unghiate varierebbe per dispetto ogni volta che si prova a contarle (circa 150, con alcuni segni più leggeri per questo a volte trascurati nella conta), per cui talvolta si portano i bambini a fare il conto che non risulta mai lo stesso due volte. Più verosimilmente sono i fori di trapano più profondi di una decorazione a perline e fusarole di un architrave romana piallata per essere riutilizzata come blocco liscio.
- La leggenda vuole che l'anfora posta su una colonnina a destra nell'abside sia quella usata nelle nozze di Cana, in cui Gesù mutò l'acqua in vino.
- All'interno del duomo riposava la salma di papa Gregorio VIII. Purtroppo il sarcofago andò distrutto nell'incendio del 1595.

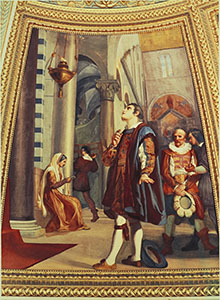
Galileo osserva la lampada nel Duomo di Pisa
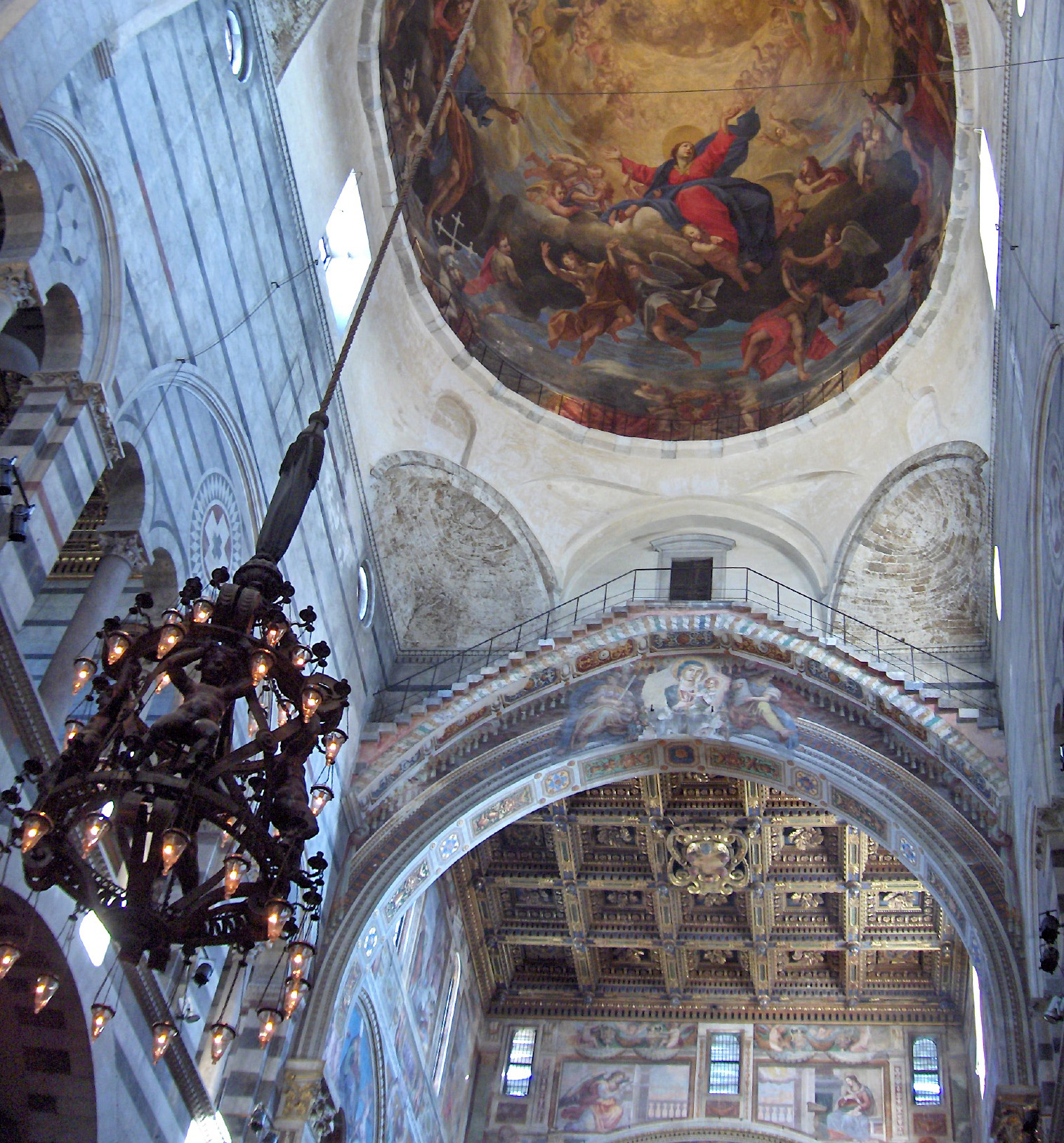
La cosiddetta Lampada di Galileo e la cupola del duomo
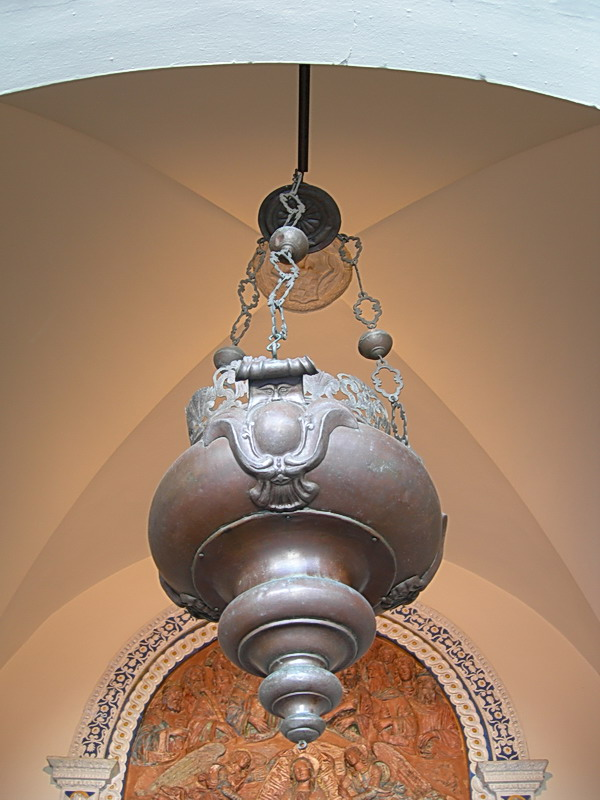
L'originale lampada vista da Galileo
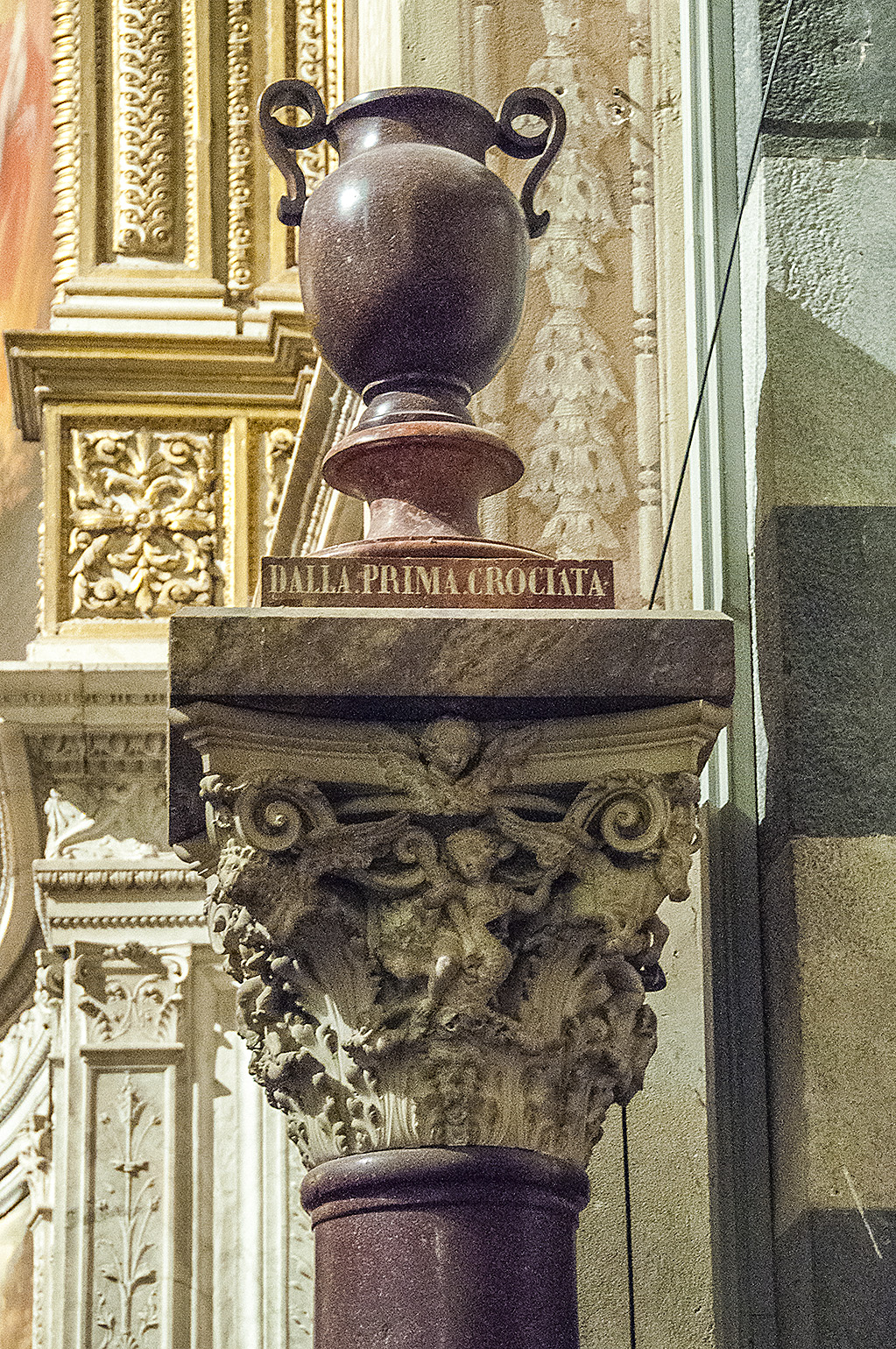
Il vaso proveniente, secondo la leggenda, dalle nozze di Cana.

## Galleria d'immagini

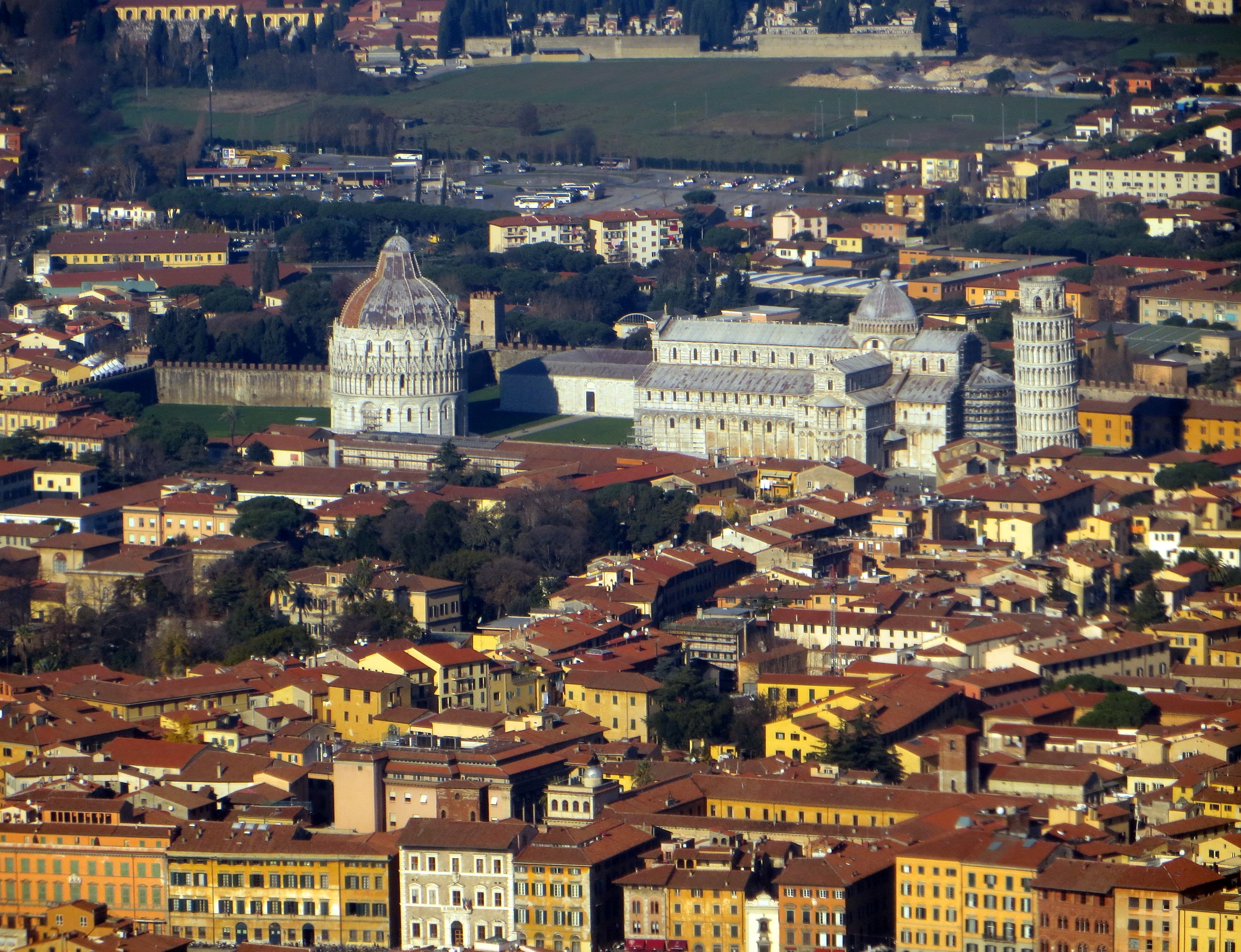
Veduta aerea del complesso
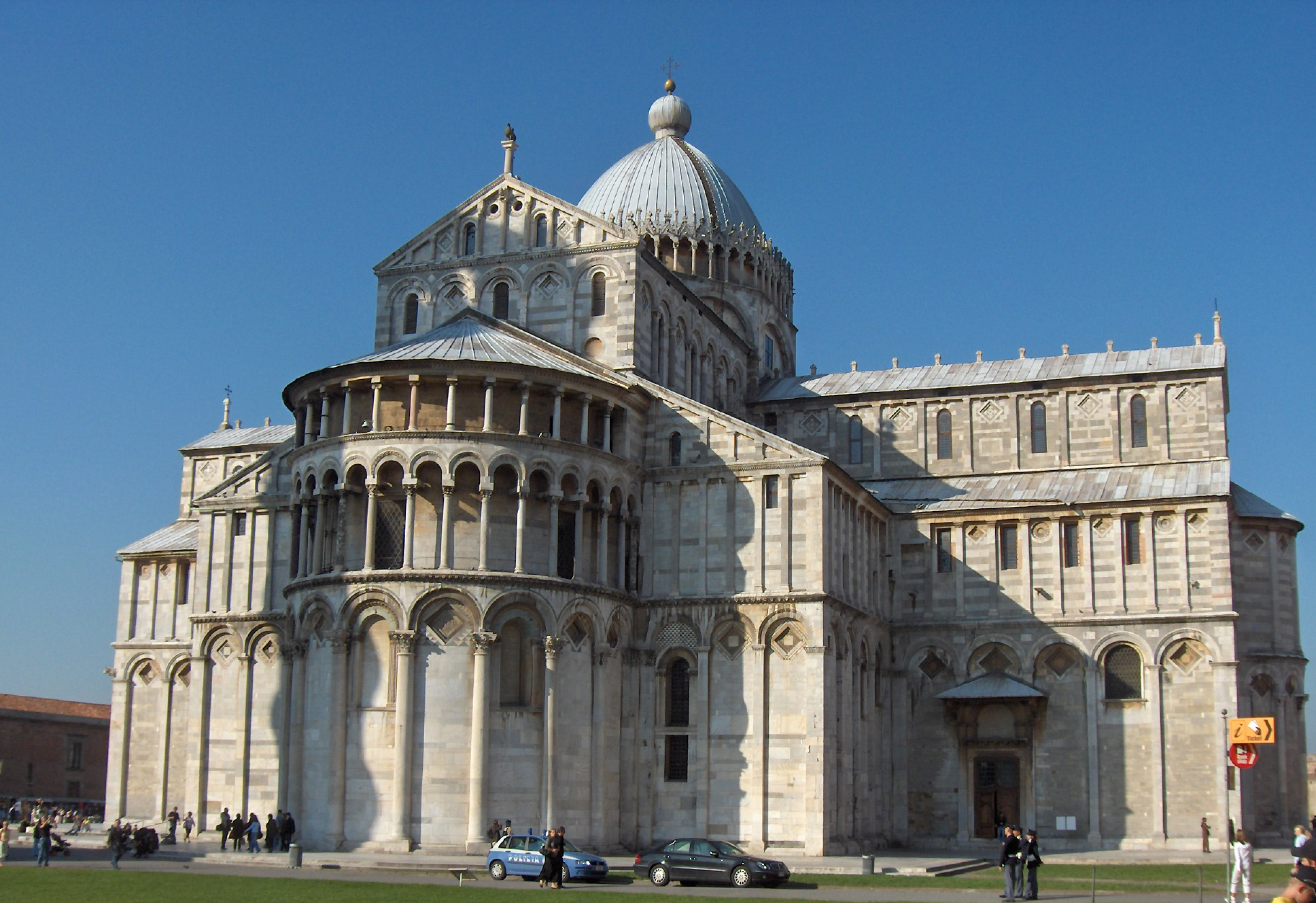
Veduta posteriore
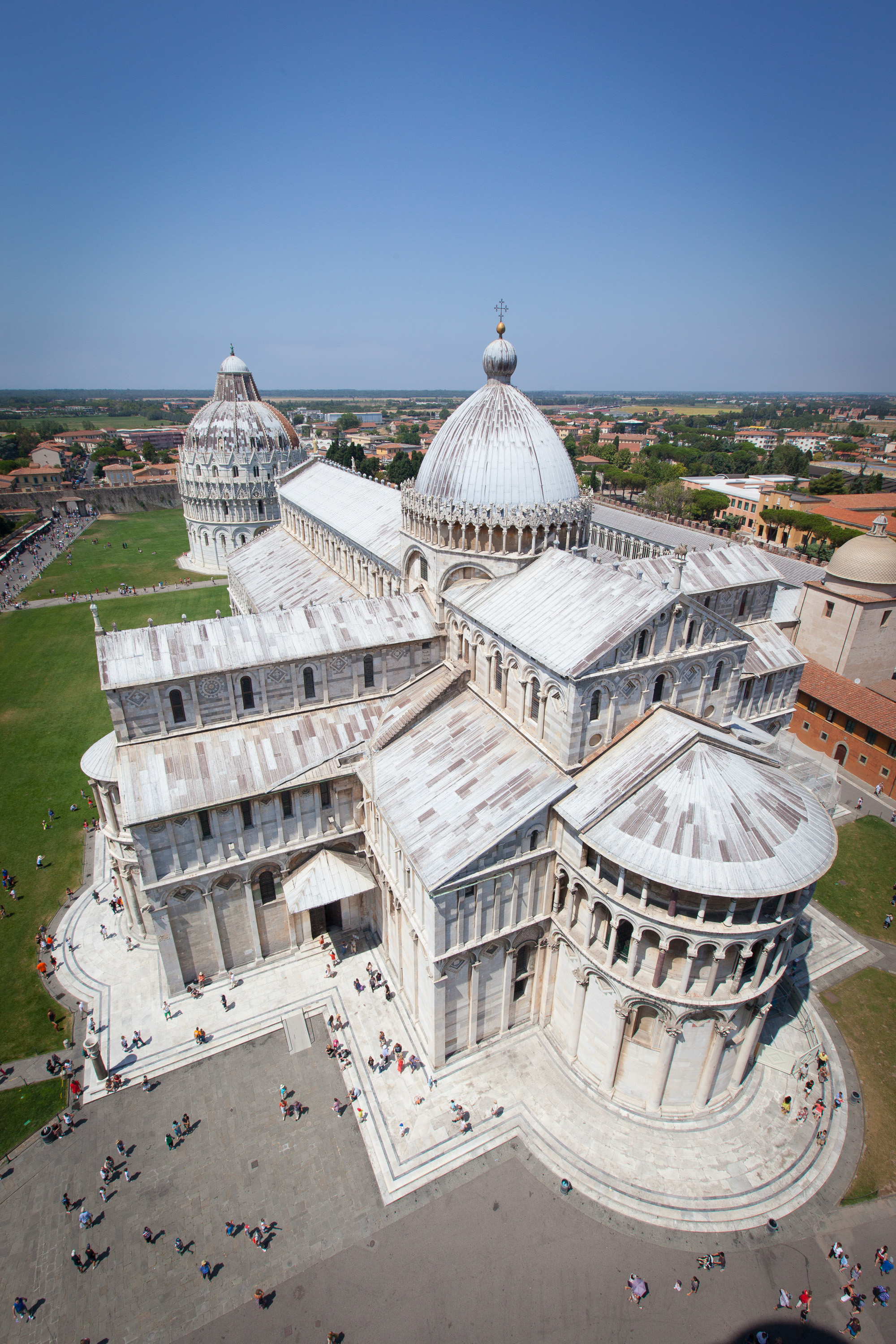
Vista dalla torre di Pisa
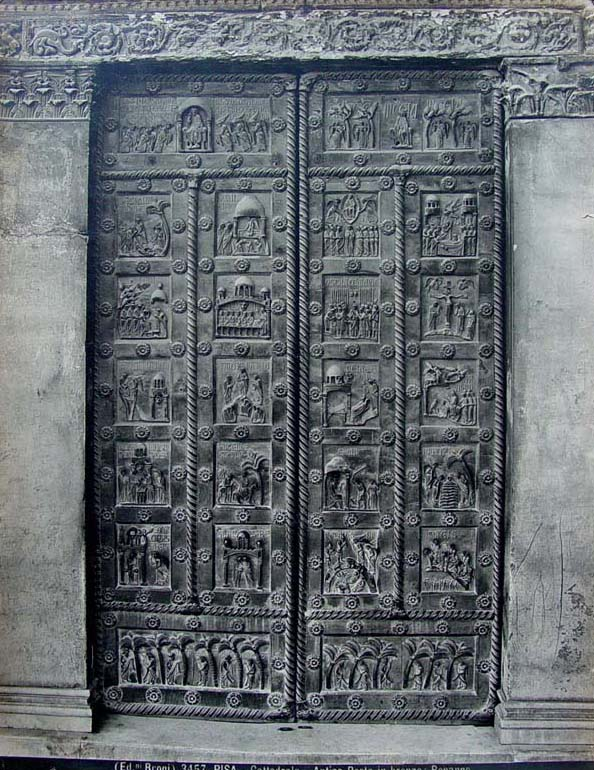
La porta di San Ranieri
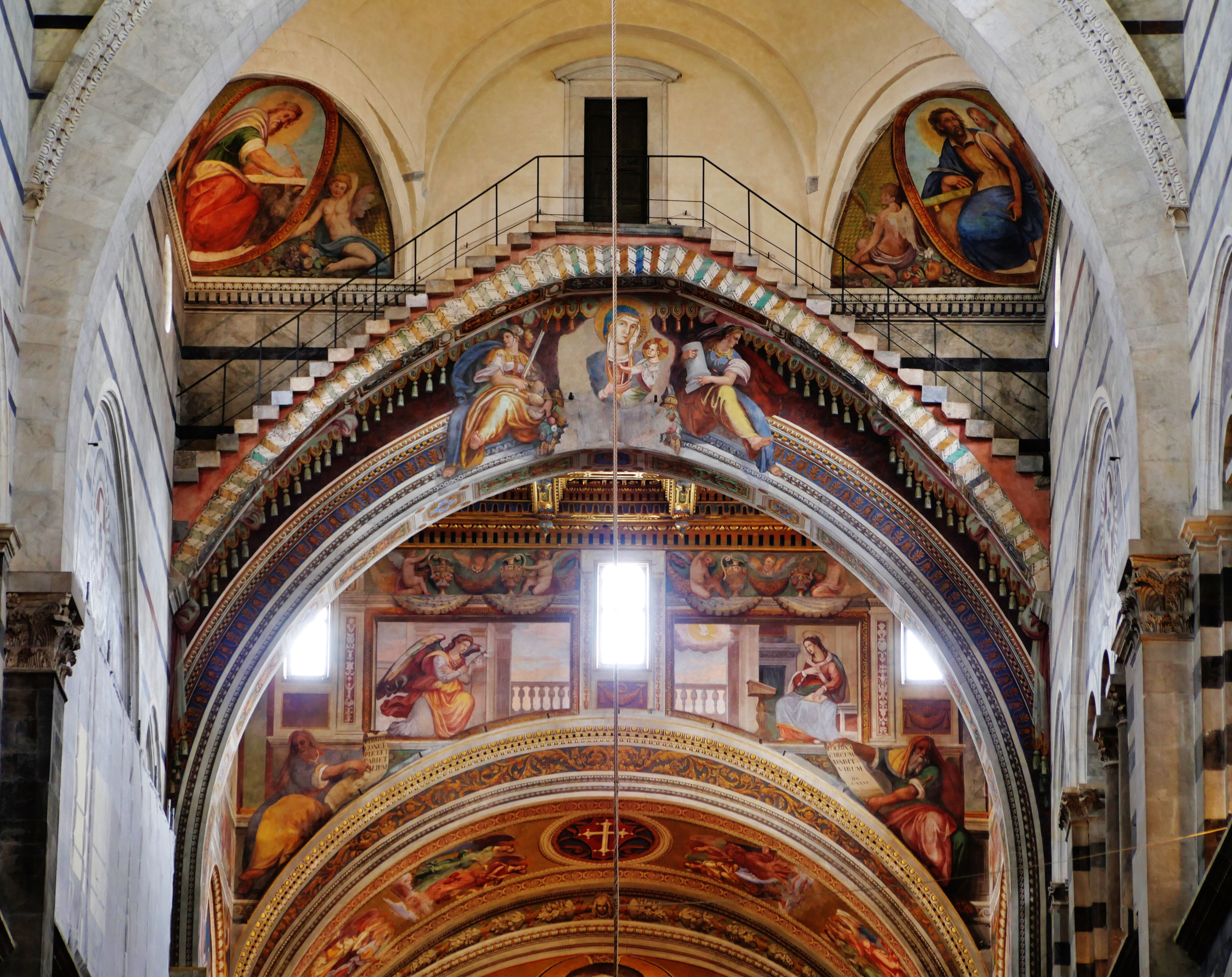
Arco della cupola
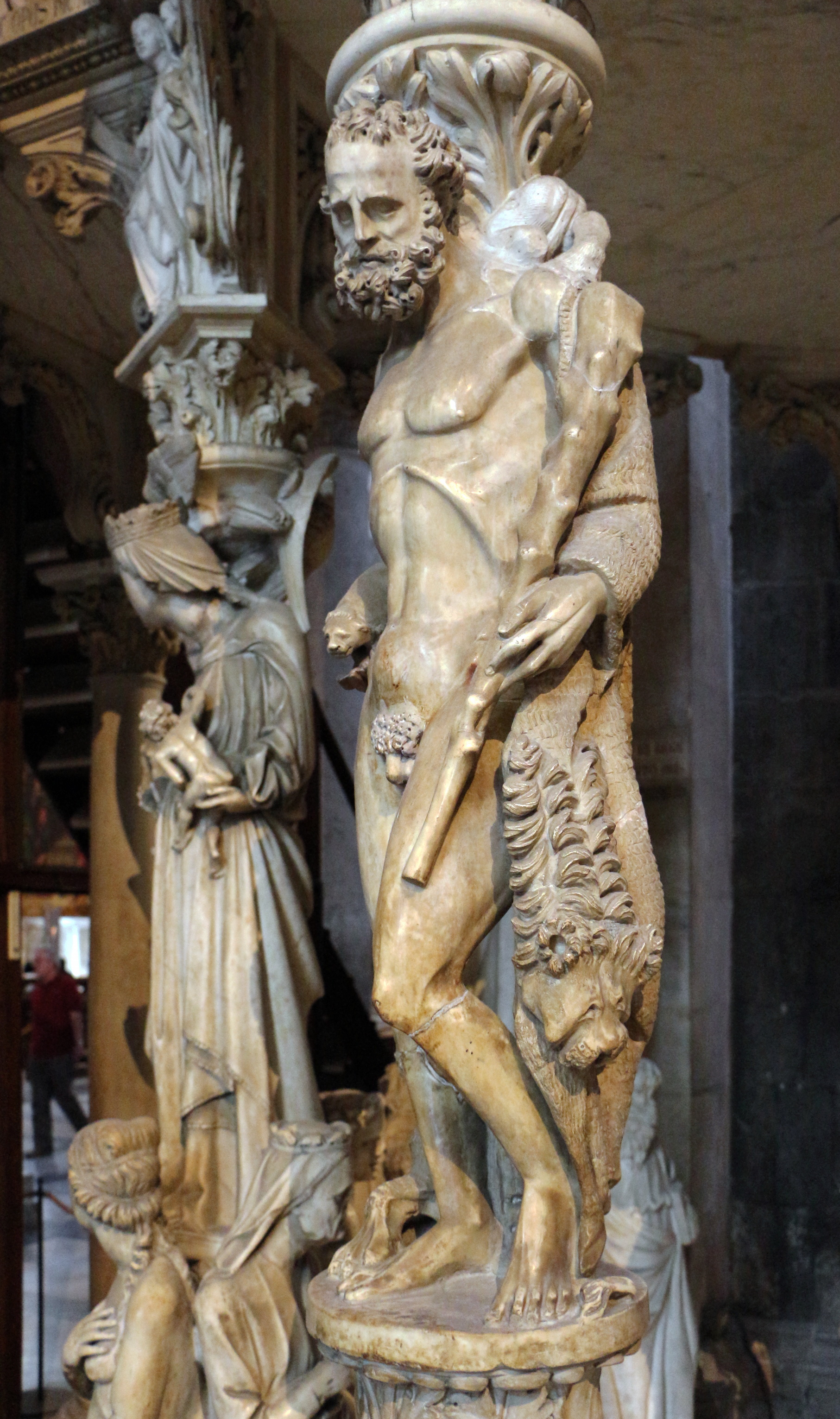
Dettaglio del pergamo, Ercole, una rarissima raffigurazione di nudo del medioevo
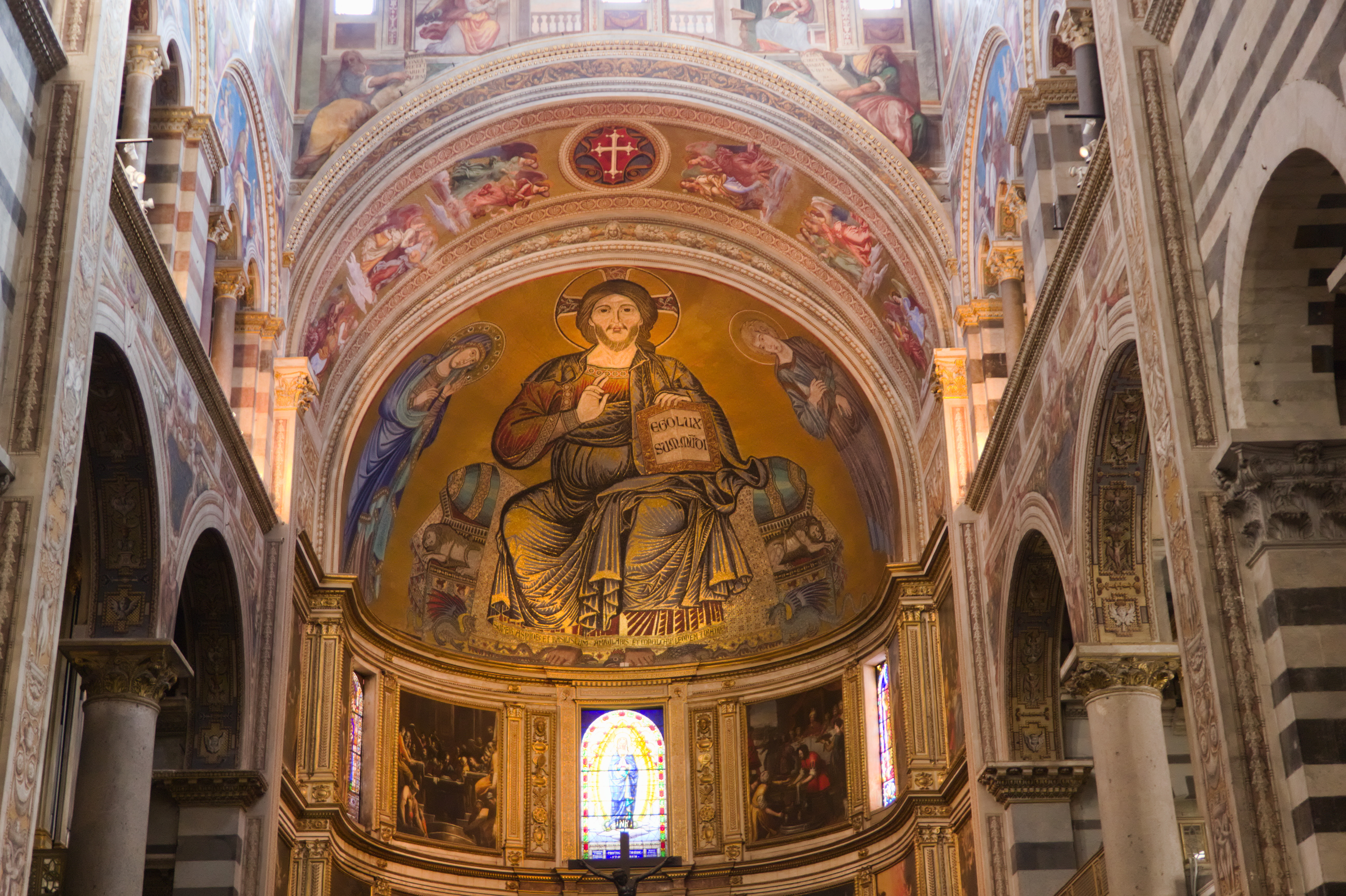
Mosaico del Cristo Pantocratore sull'abside
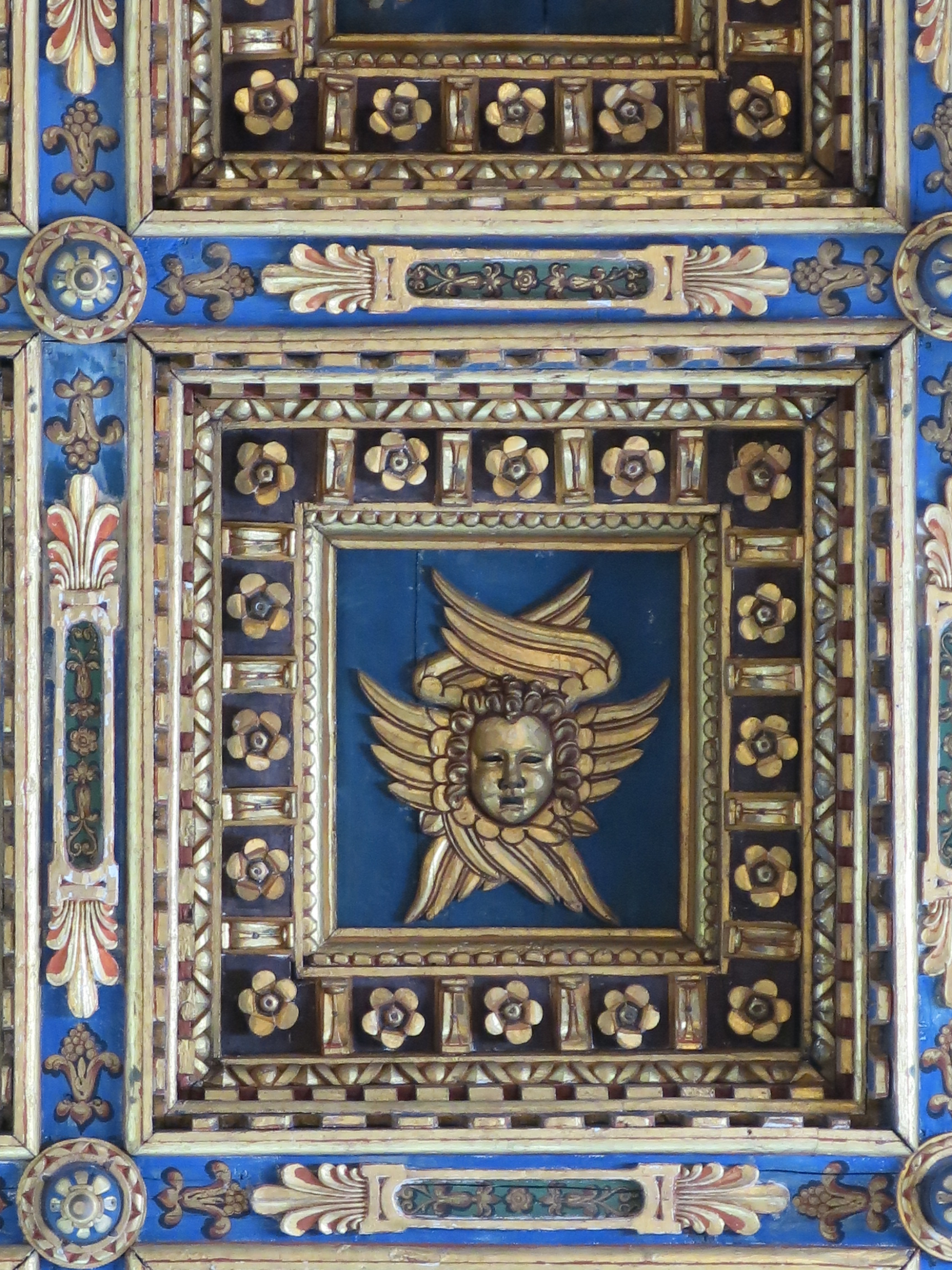
Dettaglio del soffitto a cassettoni
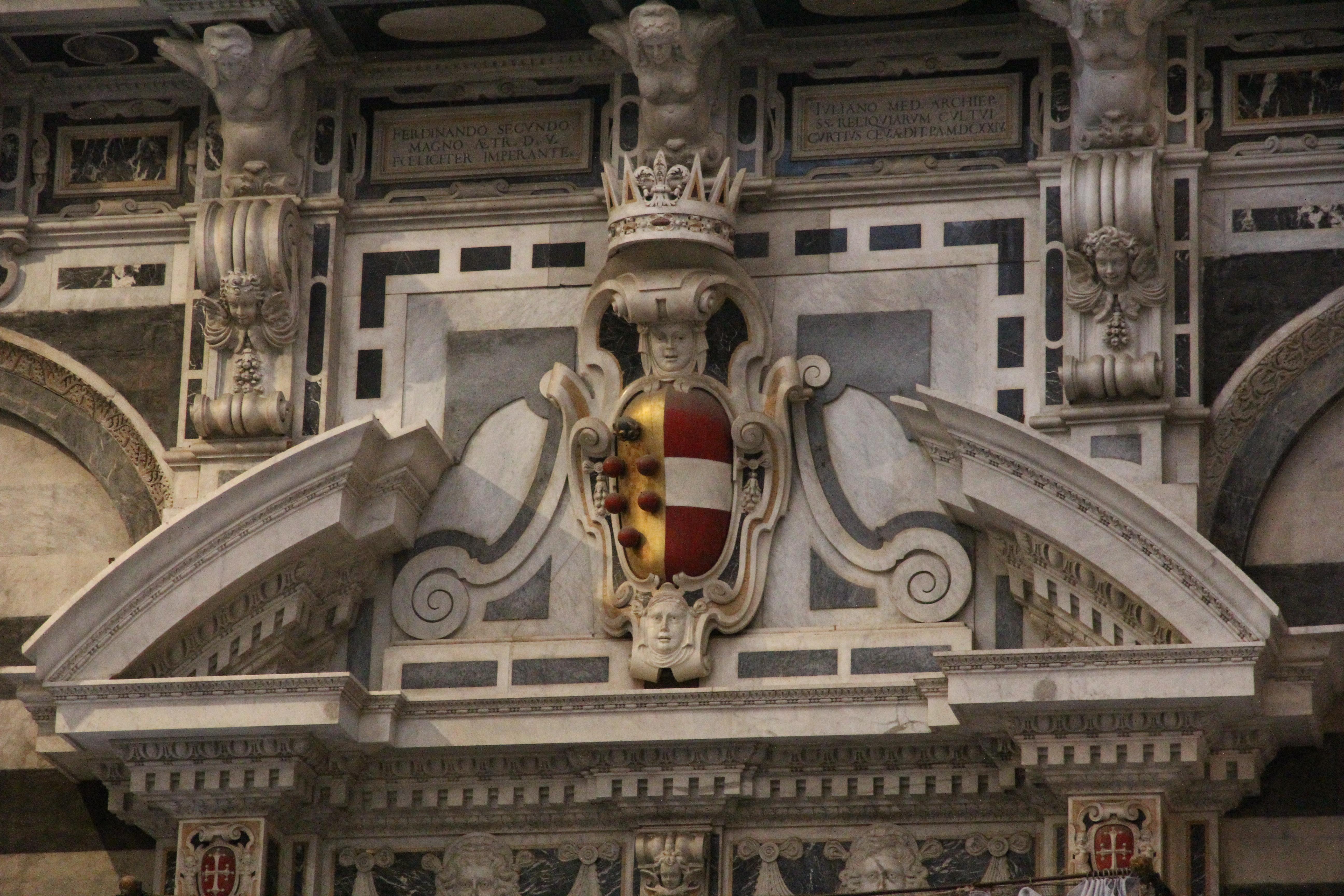
Stemma di Giovanna d'Austria posto alla sommmità del portale centrale